# Плей-офф Кубка Гагарина 2018
Плей-офф Кубка Гагарина 2018 — второй этап чемпионата КХЛ сезона 2017/2018. Включал в себя четыре раунда: четвертьфиналы, полуфиналы, финалы конференций и финал Кубка Гагарина.

## Участники и посев перед Плей-офф

### Восточная конференция
1. «Ак Барс», победитель Восточной конференции и Дивизиона Харламова — 100 очков
2. «Салават Юлаев», победитель Дивизиона Чернышёва — 93 очкa
3. «Трактор» — 96 очков
4. «Автомобилист» — 95 очков
5. «Металлург» Магнитогорск — 95 очков
6. «Нефтехимик» — 94 очка
7. «Авангард» — 88 очков
8. «Амур» — 88 очков

### Западная конференция
1. «СКА», победитель Западной конференции и Дивизиона Боброва, обладатель Кубка Континента — 138 очков
2. «ЦСКА», победитель Дивизиона Тарасова — 124 очкa
3. «Йокерит» — 103 очка
4. «Локомотив» — 99 очков
5. «Торпедо» — 89 очков
6. ХК «Сочи» — 87 очков
7. «Спартак» — 85 очков
8. «Северсталь» — 83 очка

## Сетка
В каждой конференции серии матчей 1/4 финала, 1/2 финала и финала проводились до 4 побед в формате 2–2–1–1–1, максимальное количество матчей — семь. В каждом раунде команда с более высоким (т. е. меньшим) номером «посева» проводила дома первые две игры серии (и, в случае необходимости, пятую и седьмую), а команда с более низким (т. е. бо́льшим) номером «посева» — третью и четвёртую игры серии (и, в случае необходимости, шестую). В случае, если в финале Кубка Гагарина встречаются команды, имеющие в своих конференциях одинаковый номер «посева», преимущество своей площадки получает команда, имеющая лучший результат по итогам регулярного чемпионата.
|  | Четвертьфиналы конференций | Четвертьфиналы конференций | Четвертьфиналы конференций | Четвертьфиналы конференций | Четвертьфиналы конференций | Четвертьфиналы конференций | Четвертьфиналы конференций | Четвертьфиналы конференций | Четвертьфиналы конференций | Четвертьфиналы конференций |              |               | Полуфиналы конференций (перепосев) | Полуфиналы конференций (перепосев) | Полуфиналы конференций (перепосев) | Полуфиналы конференций (перепосев) | Полуфиналы конференций (перепосев) | Полуфиналы конференций (перепосев) | Полуфиналы конференций (перепосев) | Полуфиналы конференций (перепосев) | Полуфиналы конференций (перепосев) | Полуфиналы конференций (перепосев) |   |         | Финалы конференций | Финалы конференций | Финалы конференций | Финалы конференций | Финалы конференций | Финалы конференций | Финалы конференций | Финалы конференций | Финалы конференций | Финалы конференций |   |         | Финал Кубка Гагарина | Финал Кубка Гагарина | Финал Кубка Гагарина | Финал Кубка Гагарина | Финал Кубка Гагарина | Финал Кубка Гагарина | Финал Кубка Гагарина | Финал Кубка Гагарина | Финал Кубка Гагарина | Финал Кубка Гагарина |
|  |                            |                            |                            |                            |                            |                            |                            |                            |                            |                            |              |               |                                    |                                    |                                    |                                    |                                    |                                    |                                    |                                    |                                    |                                    |   |         |                    |                    |                    |                    |                    |                    |                    |                    |                    |                    |   |         |                      |                      |                      |                      |                      |                      |                      |                      |                      |                      |
|  | 1                          | Ак Барс                    | Ак Барс                    | Ак Барс                    | Ак Барс                    | Ак Барс                    | Ак Барс                    | Ак Барс                    | Ак Барс                    | 4                          |              |               |                                    |                                    |                                    |                                    |                                    |                                    |                                    |                                    |                                    |                                    |   |         |                    |                    |                    |                    |                    |                    |                    |                    |                    |                    |   |         |                      |                      |                      |                      |                      |                      |                      |                      |                      |                      |
|  | 1                          | Ак Барс                    | Ак Барс                    | Ак Барс                    | Ак Барс                    | Ак Барс                    | Ак Барс                    | Ак Барс                    | Ак Барс                    | 4                          |              |               |                                    |                                    |                                    |                                    |                                    |                                    |                                    |                                    |                                    |                                    |   |         |                    |                    |                    |                    |                    |                    |                    |                    |                    |                    |   |         |                      |                      |                      |                      |                      |                      |                      |                      |                      |                      |
|  | 8                          | Амур                       | Амур                       | Амур                       | Амур                       | Амур                       | Амур                       | Амур                       | Амур                       | 1                          |              |               |                                    |                                    |                                    |                                    |                                    |                                    |                                    |                                    |                                    |                                    |   |         |                    |                    |                    |                    |                    |                    |                    |                    |                    |                    |   |         |                      |                      |                      |                      |                      |                      |                      |                      |                      |                      |
|  | 8                          | Амур                       | Амур                       | Амур                       | Амур                       | Амур                       | Амур                       | Амур                       | Амур                       | 1                          | 1            | Ак Барс       | Ак Барс                            | Ак Барс                            | Ак Барс                            | Ак Барс                            | Ак Барс                            | Ак Барс                            | Ак Барс                            | 4                                  |                                    |                                    |   |         |                    |                    |                    |                    |                    |                    |                    |                    |                    |                    |   |         |                      |                      |                      |                      |                      |                      |                      |                      |                      |                      |
|  |                            |                            |                            |                            |                            |                            |                            |                            |                            |                            | 1            | Ак Барс       | Ак Барс                            | Ак Барс                            | Ак Барс                            | Ак Барс                            | Ак Барс                            | Ак Барс                            | Ак Барс                            | 4                                  |                                    |                                    |   |         |                    |                    |                    |                    |                    |                    |                    |                    |                    |                    |   |         |                      |                      |                      |                      |                      |                      |                      |                      |                      |                      |
|  |                            |                            | 5                          | Металлург Мг               | Металлург Мг               | Металлург Мг               | Металлург Мг               | Металлург Мг               | Металлург Мг               | Металлург Мг               | Металлург Мг | 1             |                                    |                                    |                                    |                                    |                                    |                                    |                                    |                                    |                                    |                                    |   |         |                    |                    |                    |                    |                    |                    |                    |                    |                    |                    |   |         |                      |                      |                      |                      |                      |                      |                      |                      |                      |                      |
|  | 2                          | Салават Юлаев              | Салават Юлаев              | Салават Юлаев              | Салават Юлаев              | Салават Юлаев              | Салават Юлаев              | Салават Юлаев              | Салават Юлаев              | Металлург Мг               | Металлург Мг | 1             | 4                                  |                                    |                                    |                                    |                                    |                                    |                                    |                                    |                                    |                                    |   |         |                    |                    |                    |                    |                    |                    |                    |                    |                    |                    |   |         |                      |                      |                      |                      |                      |                      |                      |                      |                      |                      |
|  | 2                          | Салават Юлаев              | Салават Юлаев              | Салават Юлаев              | Салават Юлаев              | Салават Юлаев              | Салават Юлаев              | Салават Юлаев              | Салават Юлаев              |                            |              |               | 4                                  |                                    |                                    |                                    |                                    |                                    |                                    |                                    |                                    |                                    |   |         |                    |                    |                    |                    |                    |                    |                    |                    |                    |                    |   |         |                      |                      |                      |                      |                      |                      |                      |                      |                      |                      |
|  | 7                          | Авангард                   | Авангард                   | Авангард                   | Авангард                   | Авангард                   | Авангард                   | Авангард                   | Авангард                   | 3                          |              |               |                                    |                                    |                                    |                                    |                                    |                                    |                                    |                                    |                                    |                                    |   |         |                    |                    |                    |                    |                    |                    |                    |                    |                    |                    |   |         |                      |                      |                      |                      |                      |                      |                      |                      |                      |                      |
|  | 7                          | Авангард                   | Авангард                   | Авангард                   | Авангард                   | Авангард                   | Авангард                   | Авангард                   | Авангард                   | 3                          |              |               |                                    |                                    |                                    |                                    |                                    |                                    |                                    |                                    |                                    |                                    | 1 | Ак Барс | Ак Барс            | Ак Барс            | Ак Барс            | Ак Барс            | Ак Барс            | Ак Барс            | Ак Барс            | 4                  |                    |                    |   |         |                      |                      |                      |                      |                      |                      |                      |                      |                      |                      |
|  | Восточная конференция      |                            |                            |                            |                            |                            |                            |                            |                            |                            |              |               |                                    |                                    |                                    |                                    |                                    |                                    |                                    |                                    |                                    |                                    | 1 | Ак Барс | Ак Барс            | Ак Барс            | Ак Барс            | Ак Барс            | Ак Барс            | Ак Барс            | Ак Барс            | 4                  |                    |                    |   |         |                      |                      |                      |                      |                      |                      |                      |                      |                      |                      |
|  |                            |                            | 3                          | Трактор                    | Трактор                    | Трактор                    | Трактор                    | Трактор                    | Трактор                    | Трактор                    | Трактор      | 0             |                                    |                                    |                                    |                                    |                                    |                                    |                                    |                                    |                                    |                                    |   |         |                    |                    |                    |                    |                    |                    |                    |                    |                    |                    |   |         |                      |                      |                      |                      |                      |                      |                      |                      |                      |                      |
|  | 3                          | Трактор                    | Трактор                    | Трактор                    | Трактор                    | Трактор                    | Трактор                    | Трактор                    | Трактор                    | Трактор                    | Трактор      | 0             | 4                                  |                                    |                                    |                                    |                                    |                                    |                                    |                                    |                                    |                                    |   |         |                    |                    |                    |                    |                    |                    |                    |                    |                    |                    |   |         |                      |                      |                      |                      |                      |                      |                      |                      |                      |                      |
|  | 3                          | Трактор                    | Трактор                    | Трактор                    | Трактор                    | Трактор                    | Трактор                    | Трактор                    | Трактор                    |                            |              |               | 4                                  |                                    |                                    |                                    |                                    |                                    |                                    |                                    |                                    |                                    |   |         |                    |                    |                    |                    |                    |                    |                    |                    |                    |                    |   |         |                      |                      |                      |                      |                      |                      |                      |                      |                      |                      |
|  | 6                          | Нефтехимик                 | Нефтехимик                 | Нефтехимик                 | Нефтехимик                 | Нефтехимик                 | Нефтехимик                 | Нефтехимик                 | Нефтехимик                 | 1                          |              |               |                                    |                                    |                                    |                                    |                                    |                                    |                                    |                                    |                                    |                                    |   |         |                    |                    |                    |                    |                    |                    |                    |                    |                    |                    |   |         |                      |                      |                      |                      |                      |                      |                      |                      |                      |                      |
|  | 6                          | Нефтехимик                 | Нефтехимик                 | Нефтехимик                 | Нефтехимик                 | Нефтехимик                 | Нефтехимик                 | Нефтехимик                 | Нефтехимик                 | 1                          | 2            | Салават Юлаев | Салават Юлаев                      | Салават Юлаев                      | Салават Юлаев                      | Салават Юлаев                      | Салават Юлаев                      | Салават Юлаев                      | Салават Юлаев                      | 3                                  |                                    |                                    |   |         |                    |                    |                    |                    |                    |                    |                    |                    |                    |                    |   |         |                      |                      |                      |                      |                      |                      |                      |                      |                      |                      |
|  |                            |                            |                            |                            |                            |                            |                            |                            |                            |                            | 2            | Салават Юлаев | Салават Юлаев                      | Салават Юлаев                      | Салават Юлаев                      | Салават Юлаев                      | Салават Юлаев                      | Салават Юлаев                      | Салават Юлаев                      | 3                                  |                                    |                                    |   |         |                    |                    |                    |                    |                    |                    |                    |                    |                    |                    |   |         |                      |                      |                      |                      |                      |                      |                      |                      |                      |                      |
|  |                            |                            | 3                          | Трактор                    | Трактор                    | Трактор                    | Трактор                    | Трактор                    | Трактор                    | Трактор                    | Трактор      | 4             |                                    |                                    |                                    |                                    |                                    |                                    |                                    |                                    |                                    |                                    |   |         |                    |                    |                    |                    |                    |                    |                    |                    |                    |                    |   |         |                      |                      |                      |                      |                      |                      |                      |                      |                      |                      |
|  | 4                          | Автомобилист               | Автомобилист               | Автомобилист               | Автомобилист               | Автомобилист               | Автомобилист               | Автомобилист               | Автомобилист               | Трактор                    | Трактор      | 4             | 2                                  |                                    |                                    |                                    |                                    |                                    |                                    |                                    |                                    |                                    |   |         |                    |                    |                    |                    |                    |                    |                    |                    |                    |                    |   |         |                      |                      |                      |                      |                      |                      |                      |                      |                      |                      |
|  | 4                          | Автомобилист               | Автомобилист               | Автомобилист               | Автомобилист               | Автомобилист               | Автомобилист               | Автомобилист               | Автомобилист               |                            |              |               | 2                                  |                                    |                                    |                                    |                                    |                                    |                                    |                                    |                                    |                                    |   |         |                    |                    |                    |                    |                    |                    |                    |                    |                    |                    |   |         |                      |                      |                      |                      |                      |                      |                      |                      |                      |                      |
|  | 5                          | Металлург Мг               | Металлург Мг               | Металлург Мг               | Металлург Мг               | Металлург Мг               | Металлург Мг               | Металлург Мг               | Металлург Мг               | 4                          |              |               |                                    |                                    |                                    |                                    |                                    |                                    |                                    |                                    |                                    |                                    |   |         |                    |                    |                    |                    |                    |                    |                    |                    |                    |                    |   |         |                      |                      |                      |                      |                      |                      |                      |                      |                      |                      |
|  | 5                          | Металлург Мг               | Металлург Мг               | Металлург Мг               | Металлург Мг               | Металлург Мг               | Металлург Мг               | Металлург Мг               | Металлург Мг               | 4                          |              |               |                                    |                                    |                                    |                                    |                                    |                                    |                                    |                                    |                                    |                                    |   |         |                    |                    |                    |                    |                    |                    |                    |                    |                    |                    | 1 | Ак Барс | Ак Барс              | Ак Барс              | Ак Барс              | Ак Барс              | Ак Барс              | Ак Барс              | Ак Барс              | 4                    |                      |                      |
|  |                            |                            |                            |                            |                            |                            |                            |                            |                            |                            |              |               |                                    |                                    |                                    |                                    |                                    |                                    |                                    |                                    |                                    |                                    |   |         |                    |                    |                    |                    |                    |                    |                    |                    |                    |                    | 1 | Ак Барс | Ак Барс              | Ак Барс              | Ак Барс              | Ак Барс              | Ак Барс              | Ак Барс              | Ак Барс              | 4                    |                      |                      |
|  |                            |                            | 2                          | ЦСКА                       | ЦСКА                       | ЦСКА                       | ЦСКА                       | ЦСКА                       | ЦСКА                       | ЦСКА                       | ЦСКА         | 1             |                                    |                                    |                                    |                                    |                                    |                                    |                                    |                                    |                                    |                                    |   |         |                    |                    |                    |                    |                    |                    |                    |                    |                    |                    |   |         |                      |                      |                      |                      |                      |                      |                      |                      |                      |                      |
|  | 1                          | СКА                        | СКА                        | СКА                        | СКА                        | СКА                        | СКА                        | СКА                        | СКА                        | ЦСКА                       | ЦСКА         | 1             | 4                                  |                                    |                                    |                                    |                                    |                                    |                                    |                                    |                                    |                                    |   |         |                    |                    |                    |                    |                    |                    |                    |                    |                    |                    |   |         |                      |                      |                      |                      |                      |                      |                      |                      |                      |                      |
|  | 1                          | СКА                        | СКА                        | СКА                        | СКА                        | СКА                        | СКА                        | СКА                        | СКА                        |                            |              |               | 4                                  |                                    |                                    |                                    |                                    |                                    |                                    |                                    |                                    |                                    |   |         |                    |                    |                    |                    |                    |                    |                    |                    |                    |                    |   |         |                      |                      |                      |                      |                      |                      |                      |                      |                      |                      |
|  | 8                          | Северсталь                 | Северсталь                 | Северсталь                 | Северсталь                 | Северсталь                 | Северсталь                 | Северсталь                 | Северсталь                 | 0                          |              |               |                                    |                                    |                                    |                                    |                                    |                                    |                                    |                                    |                                    |                                    |   |         |                    |                    |                    |                    |                    |                    |                    |                    |                    |                    |   |         |                      |                      |                      |                      |                      |                      |                      |                      |                      |                      |
|  | 8                          | Северсталь                 | Северсталь                 | Северсталь                 | Северсталь                 | Северсталь                 | Северсталь                 | Северсталь                 | Северсталь                 | 0                          | 1            | СКА           | СКА                                | СКА                                | СКА                                | СКА                                | СКА                                | СКА                                | СКА                                | 4                                  |                                    |                                    |   |         |                    |                    |                    |                    |                    |                    |                    |                    |                    |                    |   |         |                      |                      |                      |                      |                      |                      |                      |                      |                      |                      |
|  |                            |                            |                            |                            |                            |                            |                            |                            |                            |                            | 1            | СКА           | СКА                                | СКА                                | СКА                                | СКА                                | СКА                                | СКА                                | СКА                                | 4                                  |                                    |                                    |   |         |                    |                    |                    |                    |                    |                    |                    |                    |                    |                    |   |         |                      |                      |                      |                      |                      |                      |                      |                      |                      |                      |
|  |                            |                            | 4                          | Локомотив                  | Локомотив                  | Локомотив                  | Локомотив                  | Локомотив                  | Локомотив                  | Локомотив                  | Локомотив    | 1             |                                    |                                    |                                    |                                    |                                    |                                    |                                    |                                    |                                    |                                    |   |         |                    |                    |                    |                    |                    |                    |                    |                    |                    |                    |   |         |                      |                      |                      |                      |                      |                      |                      |                      |                      |                      |
|  | 2                          | ЦСКА                       | ЦСКА                       | ЦСКА                       | ЦСКА                       | ЦСКА                       | ЦСКА                       | ЦСКА                       | ЦСКА                       | Локомотив                  | Локомотив    | 1             | 4                                  |                                    |                                    |                                    |                                    |                                    |                                    |                                    |                                    |                                    |   |         |                    |                    |                    |                    |                    |                    |                    |                    |                    |                    |   |         |                      |                      |                      |                      |                      |                      |                      |                      |                      |                      |
|  | 2                          | ЦСКА                       | ЦСКА                       | ЦСКА                       | ЦСКА                       | ЦСКА                       | ЦСКА                       | ЦСКА                       | ЦСКА                       |                            |              |               | 4                                  |                                    |                                    |                                    |                                    |                                    |                                    |                                    |                                    |                                    |   |         |                    |                    |                    |                    |                    |                    |                    |                    |                    |                    |   |         |                      |                      |                      |                      |                      |                      |                      |                      |                      |                      |
|  | 7                          | Спартак                    | Спартак                    | Спартак                    | Спартак                    | Спартак                    | Спартак                    | Спартак                    | Спартак                    | 0                          |              |               |                                    |                                    |                                    |                                    |                                    |                                    |                                    |                                    |                                    |                                    |   |         |                    |                    |                    |                    |                    |                    |                    |                    |                    |                    |   |         |                      |                      |                      |                      |                      |                      |                      |                      |                      |                      |
|  | 7                          | Спартак                    | Спартак                    | Спартак                    | Спартак                    | Спартак                    | Спартак                    | Спартак                    | Спартак                    | 0                          |              |               |                                    |                                    |                                    |                                    |                                    |                                    |                                    |                                    |                                    |                                    | 1 | СКА     | СКА                | СКА                | СКА                | СКА                | СКА                | СКА                | СКА                | 2                  |                    |                    |   |         |                      |                      |                      |                      |                      |                      |                      |                      |                      |                      |
|  | Западная конференция       |                            |                            |                            |                            |                            |                            |                            |                            |                            |              |               |                                    |                                    |                                    |                                    |                                    |                                    |                                    |                                    |                                    |                                    | 1 | СКА     | СКА                | СКА                | СКА                | СКА                | СКА                | СКА                | СКА                | 2                  |                    |                    |   |         |                      |                      |                      |                      |                      |                      |                      |                      |                      |                      |
|  |                            |                            | 2                          | ЦСКА                       | ЦСКА                       | ЦСКА                       | ЦСКА                       | ЦСКА                       | ЦСКА                       | ЦСКА                       | ЦСКА         | 4             |                                    |                                    |                                    |                                    |                                    |                                    |                                    |                                    |                                    |                                    |   |         |                    |                    |                    |                    |                    |                    |                    |                    |                    |                    |   |         |                      |                      |                      |                      |                      |                      |                      |                      |                      |                      |
|  | 3                          | Йокерит                    | Йокерит                    | Йокерит                    | Йокерит                    | Йокерит                    | Йокерит                    | Йокерит                    | Йокерит                    | ЦСКА                       | ЦСКА         | 4             | 4                                  |                                    |                                    |                                    |                                    |                                    |                                    |                                    |                                    |                                    |   |         |                    |                    |                    |                    |                    |                    |                    |                    |                    |                    |   |         |                      |                      |                      |                      |                      |                      |                      |                      |                      |                      |
|  | 3                          | Йокерит                    | Йокерит                    | Йокерит                    | Йокерит                    | Йокерит                    | Йокерит                    | Йокерит                    | Йокерит                    |                            |              |               | 4                                  |                                    |                                    |                                    |                                    |                                    |                                    |                                    |                                    |                                    |   |         |                    |                    |                    |                    |                    |                    |                    |                    |                    |                    |   |         |                      |                      |                      |                      |                      |                      |                      |                      |                      |                      |
|  | 6                          | ХК Сочи                    | ХК Сочи                    | ХК Сочи                    | ХК Сочи                    | ХК Сочи                    | ХК Сочи                    | ХК Сочи                    | ХК Сочи                    | 1                          |              |               |                                    |                                    |                                    |                                    |                                    |                                    |                                    |                                    |                                    |                                    |   |         |                    |                    |                    |                    |                    |                    |                    |                    |                    |                    |   |         |                      |                      |                      |                      |                      |                      |                      |                      |                      |                      |
|  | 6                          | ХК Сочи                    | ХК Сочи                    | ХК Сочи                    | ХК Сочи                    | ХК Сочи                    | ХК Сочи                    | ХК Сочи                    | ХК Сочи                    | 1                          | 2            | ЦСКА          | ЦСКА                               | ЦСКА                               | ЦСКА                               | ЦСКА                               | ЦСКА                               | ЦСКА                               | ЦСКА                               | 4                                  |                                    |                                    |   |         |                    |                    |                    |                    |                    |                    |                    |                    |                    |                    |   |         |                      |                      |                      |                      |                      |                      |                      |                      |                      |                      |
|  |                            |                            |                            |                            |                            |                            |                            |                            |                            |                            | 2            | ЦСКА          | ЦСКА                               | ЦСКА                               | ЦСКА                               | ЦСКА                               | ЦСКА                               | ЦСКА                               | ЦСКА                               | 4                                  |                                    |                                    |   |         |                    |                    |                    |                    |                    |                    |                    |                    |                    |                    |   |         |                      |                      |                      |                      |                      |                      |                      |                      |                      |                      |
|  |                            |                            | 3                          | Йокерит                    | Йокерит                    | Йокерит                    | Йокерит                    | Йокерит                    | Йокерит                    | Йокерит                    | Йокерит      | 2             |                                    |                                    |                                    |                                    |                                    |                                    |                                    |                                    |                                    |                                    |   |         |                    |                    |                    |                    |                    |                    |                    |                    |                    |                    |   |         |                      |                      |                      |                      |                      |                      |                      |                      |                      |                      |
|  | 4                          | Локомотив                  | Локомотив                  | Локомотив                  | Локомотив                  | Локомотив                  | Локомотив                  | Локомотив                  | Локомотив                  | Йокерит                    | Йокерит      | 2             | 4                                  |                                    |                                    |                                    |                                    |                                    |                                    |                                    |                                    |                                    |   |         |                    |                    |                    |                    |                    |                    |                    |                    |                    |                    |   |         |                      |                      |                      |                      |                      |                      |                      |                      |                      |                      |
|  | 4                          | Локомотив                  | Локомотив                  | Локомотив                  | Локомотив                  | Локомотив                  | Локомотив                  | Локомотив                  | Локомотив                  |                            |              |               | 4                                  |                                    |                                    |                                    |                                    |                                    |                                    |                                    |                                    |                                    |   |         |                    |                    |                    |                    |                    |                    |                    |                    |                    |                    |   |         |                      |                      |                      |                      |                      |                      |                      |                      |                      |                      |
|  | 5                          | Торпедо                    | Торпедо                    | Торпедо                    | Торпедо                    | Торпедо                    | Торпедо                    | Торпедо                    | Торпедо                    | 0                          |              |               |                                    |                                    |                                    |                                    |                                    |                                    |                                    |                                    |                                    |                                    |   |         |                    |                    |                    |                    |                    |                    |                    |                    |                    |                    |   |         |                      |                      |                      |                      |                      |                      |                      |                      |                      |                      |

## Четвертьфиналы конференций
Время начала матчей дано по Московскому времени (UTC+3).

### Восточная конференция

#### (1) Ак Барс — (8) Амур
| 4 марта 2018 17:00 | Ак Барс | 3:0 0:0, 2:0, 1:0 | Амур | Татнефть Арена, Казань Зрителей: 6402 |

| Отчёт | Отчёт         | Отчёт   | Отчёт       | Отчёт |
| --- | ------------- | ------- | ----------- | ----- |
| |               |         |             |       |
| | Гарипов Эмиль | Вратари | Метсола Юха |       |
| | Голы:         |         |             |       |
| Джастин Азеведо (Иржи Секач, Антон Ландер) — 20:17 Ярослав Косов (Александр Бурмистров) — 30:17 Станислав Галиев (Владимир Ткачев) — 50:34 | 1:0 2:0 3:0   |         |             |       |
| |               |         |             |       |
| |               |         |             |       |
| |               |         |             |       |
| |               |         |             |       |
| |               |         |             |       |

| 5 марта 2018 19:00 | Ак Барс | 3:2 0:1, 2:1, 1:0 | Амур | Татнефть Арена, Казань Зрителей: 6014 |

| Отчёт | Отчёт | Отчёт | Отчёт | Отчёт |
| ----- | ----- | ----- | ----- | ----- |
|       |       |       |       |       |
|       |       |       |       |       |
|       |       |       |       |       |
|       |       |       |       |       |
|       |       |       |       |       |
|       |       |       |       |       |
|       |       |       |       |       |
|       |       |       |       |       |
|       |       |       |       |       |

| 7 марта 2018 12:30 | Амур | 4:1 0:1, 2:0, 2:0 | Ак Барс | Платинум Арена, Хабаровск Зрителей: 7054 |

| Отчёт | Отчёт | Отчёт | Отчёт | Отчёт |
| ----- | ----- | ----- | ----- | ----- |
|       |       |       |       |       |
|       |       |       |       |       |
|       |       |       |       |       |
|       |       |       |       |       |
|       |       |       |       |       |
|       |       |       |       |       |
|       |       |       |       |       |
|       |       |       |       |       |
|       |       |       |       |       |

| 8 марта 2018 10:00 | Амур | 1:3 0:1, 0:1, 1:1 | Ак Барс | Платинум Арена, Хабаровск Зрителей: 7100 |

| Отчёт | Отчёт | Отчёт | Отчёт | Отчёт |
| ----- | ----- | ----- | ----- | ----- |
|       |       |       |       |       |
|       |       |       |       |       |
|       |       |       |       |       |
|       |       |       |       |       |
|       |       |       |       |       |
|       |       |       |       |       |
|       |       |       |       |       |
|       |       |       |       |       |
|       |       |       |       |       |

| 10 марта 2018 19:00 | Ак Барс | 2:1 1:1, 0:0, 1:0 | Амур | Татнефть Арена, Казань Зрителей: 6014 |

| Отчёт | Отчёт | Отчёт | Отчёт | Отчёт |
| ----- | ----- | ----- | ----- | ----- |
|       |       |       |       |       |
|       |       |       |       |       |
|       |       |       |       |       |
|       |       |       |       |       |
|       |       |       |       |       |
|       |       |       |       |       |
|       |       |       |       |       |
|       |       |       |       |       |
|       |       |       |       |       |

#### (2) Салават Юлаев — (7) Авангард
| 4 марта 2018 14:30 | Салават Юлаев | 6:4 3:0, 1:2, 2:2 | Авангард | Уфа-Арена, Уфа Зрителей: 6543 |

| Отчёт | Отчёт | Отчёт | Отчёт | Отчёт |
| ----- | ----- | ----- | ----- | ----- |
|       |       |       |       |       |
|       |       |       |       |       |
|       |       |       |       |       |
|       |       |       |       |       |
|       |       |       |       |       |
|       |       |       |       |       |
|       |       |       |       |       |
|       |       |       |       |       |
|       |       |       |       |       |

| 5 марта 2018 17:00 | Салават Юлаев | 2:7 0:2, 2:3, 0:2 | Авангард | Уфа-Арена, Уфа Зрителей: 5343 |

| Отчёт | Отчёт | Отчёт | Отчёт | Отчёт |
| ----- | ----- | ----- | ----- | ----- |
|       |       |       |       |       |
|       |       |       |       |       |
|       |       |       |       |       |
|       |       |       |       |       |
|       |       |       |       |       |
|       |       |       |       |       |
|       |       |       |       |       |
|       |       |       |       |       |
|       |       |       |       |       |

| 7 марта 2018 16:00 | Авангард | 5:3 1:0, 1:1, 3:2 | Салават Юлаев | Арена Омск Зрителей: 7820 |

| Отчёт | Отчёт | Отчёт | Отчёт | Отчёт |
| ----- | ----- | ----- | ----- | ----- |
|       |       |       |       |       |
|       |       |       |       |       |
|       |       |       |       |       |
|       |       |       |       |       |
|       |       |       |       |       |
|       |       |       |       |       |
|       |       |       |       |       |
|       |       |       |       |       |
|       |       |       |       |       |

| 8 марта 2018 16:00 | Авангард | 2:4 | Салават Юлаев | Арена Омск Зрителей: 9320 |

| Отчёт | Отчёт | Отчёт | Отчёт | Отчёт |
| ----- | ----- | ----- | ----- | ----- |
|       |       |       |       |       |
|       |       |       |       |       |
|       |       |       |       |       |
|       |       |       |       |       |
|       |       |       |       |       |
|       |       |       |       |       |
|       |       |       |       |       |
|       |       |       |       |       |
|       |       |       |       |       |

| 10 марта 2018 14:30 | Салават Юлаев | 2:1 | Авангард | Уфа-Арена, Уфа Зрителей: 8070 |

| Отчёт | Отчёт | Отчёт | Отчёт | Отчёт |
| ----- | ----- | ----- | ----- | ----- |
|       |       |       |       |       |
|       |       |       |       |       |
|       |       |       |       |       |
|       |       |       |       |       |
|       |       |       |       |       |
|       |       |       |       |       |
|       |       |       |       |       |
|       |       |       |       |       |
|       |       |       |       |       |

| 12 марта 2018 16:00 | Авангард | 3:2 | Салават Юлаев | Арена Омск Зрителей: 7370 |

| Отчёт | Отчёт | Отчёт | Отчёт | Отчёт |
| ----- | ----- | ----- | ----- | ----- |
|       |       |       |       |       |
|       |       |       |       |       |
|       |       |       |       |       |
|       |       |       |       |       |
|       |       |       |       |       |
|       |       |       |       |       |
|       |       |       |       |       |
|       |       |       |       |       |
|       |       |       |       |       |

| 14 марта 2018 17:00 | Салават Юлаев | 3:2 OT 0:1, 1:0, 1:1, 1:0 | Авангард | Уфа-Арена, Уфа Зрителей: 8070 |

| Отчёт | Отчёт | Отчёт | Отчёт | Отчёт |
| ----- | ----- | ----- | ----- | ----- |
|       |       |       |       |       |
|       |       |       |       |       |
|       |       |       |       |       |
|       |       |       |       |       |
|       |       |       |       |       |
|       |       |       |       |       |
|       |       |       |       |       |
|       |       |       |       |       |
|       |       |       |       |       |

#### (3) Трактор — (6) Нефтехимик
| 4 марта 2018 14:30 | Трактор | 4:3 ОТ 2:1, 0:0, 1:2, 1:0 | Нефтехимик | Ледовая арена «Трактор», Челябинск Зрителей: 7280 |

| Отчёт | Отчёт | Отчёт | Отчёт | Отчёт |
| ----- | ----- | ----- | ----- | ----- |
|       |       |       |       |       |
|       |       |       |       |       |
|       |       |       |       |       |
|       |       |       |       |       |
|       |       |       |       |       |
|       |       |       |       |       |
|       |       |       |       |       |
|       |       |       |       |       |
|       |       |       |       |       |

| 5 марта 2018 17:00 | Трактор | 4:1 1:0, 1:1, 2:0 | Нефтехимик | Ледовая арена «Трактор», Челябинск Зрителей: 7030 |

| Отчёт | Отчёт | Отчёт | Отчёт | Отчёт |
| ----- | ----- | ----- | ----- | ----- |
|       |       |       |       |       |
|       |       |       |       |       |
|       |       |       |       |       |
|       |       |       |       |       |
|       |       |       |       |       |
|       |       |       |       |       |
|       |       |       |       |       |
|       |       |       |       |       |
|       |       |       |       |       |

| 7 марта 2018 14:30 | Нефтехимик | 2:3 0:3, 1:0, 1:0 | Трактор | Ледовый дворец «Нефтехим Арена», Нижнекамск Зрителей: 4610 |

| Отчёт | Отчёт | Отчёт | Отчёт | Отчёт |
| ----- | ----- | ----- | ----- | ----- |
|       |       |       |       |       |
|       |       |       |       |       |
|       |       |       |       |       |
|       |       |       |       |       |
|       |       |       |       |       |
|       |       |       |       |       |
|       |       |       |       |       |
|       |       |       |       |       |
|       |       |       |       |       |

| 8 марта 2018 17:00 | Нефтехимик | 3:2 1:0, 2:1, 0:1 | Трактор | Ледовый дворец «Нефтехим Арена», Нижнекамск Зрителей: 5133 |

| Отчёт | Отчёт | Отчёт | Отчёт | Отчёт |
| ----- | ----- | ----- | ----- | ----- |
|       |       |       |       |       |
|       |       |       |       |       |
|       |       |       |       |       |
|       |       |       |       |       |
|       |       |       |       |       |
|       |       |       |       |       |
|       |       |       |       |       |
|       |       |       |       |       |
|       |       |       |       |       |

| 10 марта 2018 14:30 | Трактор | 4:3 1:1, 3:1, 0:1 | Нефтехимик | Ледовая арена «Трактор», Челябинск Зрителей: 7500 |

| Отчёт | Отчёт | Отчёт | Отчёт | Отчёт |
| ----- | ----- | ----- | ----- | ----- |
|       |       |       |       |       |
|       |       |       |       |       |
|       |       |       |       |       |
|       |       |       |       |       |
|       |       |       |       |       |
|       |       |       |       |       |
|       |       |       |       |       |
|       |       |       |       |       |
|       |       |       |       |       |

#### (4) Автомобилист — (5) Металлург Мг
| 4 марта 2018 15:00 | Автомобилист | 2:3 1:0, 1:1, 0:2 | Металлург Мг | КРК «Уралец», Екатеринбург Зрителей: 5570 |

| Отчёт  | Отчёт | Отчёт  | Отчёт | Отчёт                                                                             |
| ------ | ----- | ------ | ----- | --------------------------------------------------------------------------------- |
|        |       |        |       |                                                                                   |
|        |       |        |       | Судьи: Ержабек Антонин Оскирко Юрий Линейные судьи: Вилюгин Никита Майтак Алексей |
|        |       |        |       |                                                                                   |
|        |       |        |       |                                                                                   |
|        |       |        |       |                                                                                   |
|        |       |        |       |                                                                                   |
|        |       |        |       |                                                                                   |
| 18 мин | Штраф | 18 мин |       |                                                                                   |
|        |       |        |       |                                                                                   |
|        | 34    | Броски | 29    |                                                                                   |

| 5 марта 2018 17:00 | Автомобилист | 2:1 1:0, 1:1, 0:0 | Металлург Мг | КРК «Уралец», Екатеринбург Зрителей: 5570 |

| Отчёт | Отчёт       | Отчёт   | Отчёт         | Отчёт                                                                                |
| ----- | ----------- | ------- | ------------- | ------------------------------------------------------------------------------------ |
|       |             |         |               |                                                                                      |
|       | Коварж Якуб | Вратари | Самсонов Илья | Судьи: Алексей Раводин Антонин Ержабек Линейные судьи: Никита Вилюгин Алексей Майтак |
|       |             |         |               | Судьи: Алексей Раводин Антонин Ержабек Линейные судьи: Никита Вилюгин Алексей Майтак |
|       |             |         |               | Судьи: Алексей Раводин Антонин Ержабек Линейные судьи: Никита Вилюгин Алексей Майтак |
|       |             |         |               | Судьи: Алексей Раводин Антонин Ержабек Линейные судьи: Никита Вилюгин Алексей Майтак |
|       |             |         |               | Судьи: Алексей Раводин Антонин Ержабек Линейные судьи: Никита Вилюгин Алексей Майтак |
|       |             |         |               | Судьи: Алексей Раводин Антонин Ержабек Линейные судьи: Никита Вилюгин Алексей Майтак |
| 4 мин | Штраф       | 35 мин  |               | Судьи: Алексей Раводин Антонин Ержабек Линейные судьи: Никита Вилюгин Алексей Майтак |
|       |             |         |               |                                                                                      |
|       | 22          | Броски  | 26            |                                                                                      |

| 7 марта 2018 17:00 | Металлург Мг | 3:1 0:1, 1:0, 2:0 | Автомобилист | «Арена Металлург», Магнитогорск Зрителей: 6820 |

| Отчёт | Отчёт            | Отчёт   | Отчёт       | Отчёт                                                                                 |
| ----- | ---------------- | ------- | ----------- | ------------------------------------------------------------------------------------- |
|       |                  |         |             |                                                                                       |
|       | Кошечкин Василий | Вратари | Коварж Якуб | Судьи: Гусев Сергей Гофман Роман Линейные судьи: Горденко Константин Сысуев Александр |
|       |                  |         |             | Судьи: Гусев Сергей Гофман Роман Линейные судьи: Горденко Константин Сысуев Александр |
|       |                  |         |             | Судьи: Гусев Сергей Гофман Роман Линейные судьи: Горденко Константин Сысуев Александр |
|       |                  |         |             | Судьи: Гусев Сергей Гофман Роман Линейные судьи: Горденко Константин Сысуев Александр |
|       |                  |         |             | Судьи: Гусев Сергей Гофман Роман Линейные судьи: Горденко Константин Сысуев Александр |
|       |                  |         |             | Судьи: Гусев Сергей Гофман Роман Линейные судьи: Горденко Константин Сысуев Александр |
| 6 мин | Штраф            | 10 мин  |             | Судьи: Гусев Сергей Гофман Роман Линейные судьи: Горденко Константин Сысуев Александр |
|       |                  |         |             |                                                                                       |
|       | 33               | Броски  | 27          |                                                                                       |

| 8 марта 2018 15:00 | Металлург Мг | 1:2 0:1, 1:0, 0:1 | Автомобилист | «Арена Металлург», Магнитогорск Зрителей: 7156 |

| Отчёт | Отчёт            | Отчёт   | Отчёт       | Отчёт                                                                                 |
| ----- | ---------------- | ------- | ----------- | ------------------------------------------------------------------------------------- |
|       |                  |         |             |                                                                                       |
|       | Кошечкин Василий | Вратари | Коварж Якуб | Судьи: Сергей Гусев Роман Гофман Линейные судьи: Константин Горденко Александр Сысуев |
|       |                  |         |             | Судьи: Сергей Гусев Роман Гофман Линейные судьи: Константин Горденко Александр Сысуев |
|       |                  |         |             | Судьи: Сергей Гусев Роман Гофман Линейные судьи: Константин Горденко Александр Сысуев |
|       |                  |         |             | Судьи: Сергей Гусев Роман Гофман Линейные судьи: Константин Горденко Александр Сысуев |
|       |                  |         |             | Судьи: Сергей Гусев Роман Гофман Линейные судьи: Константин Горденко Александр Сысуев |
|       |                  |         |             | Судьи: Сергей Гусев Роман Гофман Линейные судьи: Константин Горденко Александр Сысуев |
| 8 мин | Штраф            | 4 мин   |             | Судьи: Сергей Гусев Роман Гофман Линейные судьи: Константин Горденко Александр Сысуев |
|       |                  |         |             |                                                                                       |
|       | 30               | Броски  | 33          |                                                                                       |

| 10 марта 2018 15:00 | Автомобилист | 1:4 1:2, 0:0, 0:2 | Металлург Мг | КРК «Уралец», Екатеринбург Зрителей: 5570 |

| Отчёт | Отчёт       | Отчёт   | Отчёт            | Отчёт                                                                            |
| ----- | ----------- | ------- | ---------------- | -------------------------------------------------------------------------------- |
|       |             |         |                  |                                                                                  |
|       | Коварж Якуб | Вратари | Кошечкин Василий | Судьи: Иван Фатеев Максим Сидоренко Линейные судьи: Евгений Юдин Максим Берсенёв |
|       |             |         |                  | Судьи: Иван Фатеев Максим Сидоренко Линейные судьи: Евгений Юдин Максим Берсенёв |
|       |             |         |                  | Судьи: Иван Фатеев Максим Сидоренко Линейные судьи: Евгений Юдин Максим Берсенёв |
|       |             |         |                  | Судьи: Иван Фатеев Максим Сидоренко Линейные судьи: Евгений Юдин Максим Берсенёв |
|       |             |         |                  | Судьи: Иван Фатеев Максим Сидоренко Линейные судьи: Евгений Юдин Максим Берсенёв |
|       |             |         |                  | Судьи: Иван Фатеев Максим Сидоренко Линейные судьи: Евгений Юдин Максим Берсенёв |
| 8 мин | Штраф       | 2 мин   |                  | Судьи: Иван Фатеев Максим Сидоренко Линейные судьи: Евгений Юдин Максим Берсенёв |
|       |             |         |                  |                                                                                  |
|       | 30          | Броски  | 26               |                                                                                  |

| 12 марта 2018 17:00 | Металлург Мг | 3:1 0:0, 2:1, 1:0 | Автомобилист | «Арена Металлург», Магнитогорск Зрителей: 6974 |

| Отчёт | Отчёт              | Отчёт   | Отчёт            | Отчёт                                                                                |
| ----- | ------------------ | ------- | ---------------- | ------------------------------------------------------------------------------------ |
|       |                    |         |                  |                                                                                      |
|       | Сохатский Владимир | Вратари | Кошечкин Василий | Судьи: Франё Мартин Одиньш Эдуард Линейные судьи: Сивов Дмитрий Садовников Александр |
|       |                    |         |                  | Судьи: Франё Мартин Одиньш Эдуард Линейные судьи: Сивов Дмитрий Садовников Александр |
|       |                    |         |                  | Судьи: Франё Мартин Одиньш Эдуард Линейные судьи: Сивов Дмитрий Садовников Александр |
|       |                    |         |                  | Судьи: Франё Мартин Одиньш Эдуард Линейные судьи: Сивов Дмитрий Садовников Александр |
|       |                    |         |                  | Судьи: Франё Мартин Одиньш Эдуард Линейные судьи: Сивов Дмитрий Садовников Александр |
|       |                    |         |                  | Судьи: Франё Мартин Одиньш Эдуард Линейные судьи: Сивов Дмитрий Садовников Александр |
| 6 мин | Штраф              | 4 мин   |                  | Судьи: Франё Мартин Одиньш Эдуард Линейные судьи: Сивов Дмитрий Садовников Александр |
|       |                    |         |                  |                                                                                      |
|       | 26                 | Броски  | 28               |                                                                                      |

### Западная конференция

#### (1) СКА — (8) Северсталь
| 4 марта 2018 17:00 | СКА | 4:3 ОТ | Северсталь | Ледовый дворец, Санкт-Петербург Зрителей: 12 330 |

| Отчёт | Отчёт          | Отчёт   | Отчёт         | Отчёт                                                                                      |
| ----- | -------------- | ------- | ------------- | ------------------------------------------------------------------------------------------ |
|       |                |         |               |                                                                                            |
|       | Коскинен Микко | Вратари | Гудачек Юлиус | Судьи: Кулаков Сергей Гамалей Евгений Линейные судьи: Горденко Константин Сысуев Александр |
|       |                |         |               | Судьи: Кулаков Сергей Гамалей Евгений Линейные судьи: Горденко Константин Сысуев Александр |
|       |                |         |               | Судьи: Кулаков Сергей Гамалей Евгений Линейные судьи: Горденко Константин Сысуев Александр |
|       |                |         |               | Судьи: Кулаков Сергей Гамалей Евгений Линейные судьи: Горденко Константин Сысуев Александр |
|       |                |         |               | Судьи: Кулаков Сергей Гамалей Евгений Линейные судьи: Горденко Константин Сысуев Александр |
|       |                |         |               | Судьи: Кулаков Сергей Гамалей Евгений Линейные судьи: Горденко Константин Сысуев Александр |
| 0 мин | Штраф          | 24 мин  |               | Судьи: Кулаков Сергей Гамалей Евгений Линейные судьи: Горденко Константин Сысуев Александр |
|       |                |         |               |                                                                                            |
|       | 46             | Броски  | 17            |                                                                                            |

| 5 марта 2018 19:30 | СКА | 7:4 | Северсталь | Ледовый дворец, Санкт-Петербург |

| Отчёт | Отчёт | Отчёт | Отчёт | Отчёт |
| ----- | ----- | ----- | ----- | ----- |
|       |       |       |       |       |
|       |       |       |       |       |
|       |       |       |       |       |
|       |       |       |       |       |
|       |       |       |       |       |
|       |       |       |       |       |
|       |       |       |       |       |
|       |       |       |       |       |
|       |       |       |       |       |

| 7 марта 2018 19:00 | Северсталь | 1:2 ОТ | СКА | Ледовый дворец, Череповец |

| Отчёт | Отчёт | Отчёт | Отчёт | Отчёт |
| ----- | ----- | ----- | ----- | ----- |
|       |       |       |       |       |
|       |       |       |       |       |
|       |       |       |       |       |
|       |       |       |       |       |
|       |       |       |       |       |
|       |       |       |       |       |
|       |       |       |       |       |
|       |       |       |       |       |
|       |       |       |       |       |

| 8 марта 2018 17:00 | Северсталь | 0:2 | СКА | Ледовый дворец, Череповец |

| Отчёт | Отчёт | Отчёт | Отчёт | Отчёт |
| ----- | ----- | ----- | ----- | ----- |
|       |       |       |       |       |
|       |       |       |       |       |
|       |       |       |       |       |
|       |       |       |       |       |
|       |       |       |       |       |
|       |       |       |       |       |
|       |       |       |       |       |
|       |       |       |       |       |
|       |       |       |       |       |

#### (2) ЦСКА — (7) Спартак
| 4 марта 2018 17:00 | ЦСКА | 6:0 | Спартак | ЛСК ЦСКА им. В. Боброва, Москва Зрителей: 4152 |

| Отчёт | Отчёт | Отчёт | Отчёт | Отчёт |
| ----- | ----- | ----- | ----- | ----- |
|       |       |       |       |       |
|       |       |       |       |       |
|       |       |       |       |       |
|       |       |       |       |       |
|       |       |       |       |       |
|       |       |       |       |       |
|       |       |       |       |       |
|       |       |       |       |       |
|       |       |       |       |       |

| 5 марта 2018 19:30 | ЦСКА | 1:0 | Спартак | ЛСК ЦСКА им. В. Боброва, Москва Зрителей: 3520 |

| Отчёт | Отчёт | Отчёт | Отчёт | Отчёт |
| ----- | ----- | ----- | ----- | ----- |
|       |       |       |       |       |
|       |       |       |       |       |
|       |       |       |       |       |
|       |       |       |       |       |
|       |       |       |       |       |
|       |       |       |       |       |
|       |       |       |       |       |
|       |       |       |       |       |
|       |       |       |       |       |

| 7 марта 2018 17:00 | Спартак | 1:3 | ЦСКА | ВТБ Ледовый дворец, Москва Зрителей: 7517 |

| Отчёт | Отчёт | Отчёт | Отчёт | Отчёт |
| ----- | ----- | ----- | ----- | ----- |
|       |       |       |       |       |
|       |       |       |       |       |
|       |       |       |       |       |
|       |       |       |       |       |
|       |       |       |       |       |
|       |       |       |       |       |
|       |       |       |       |       |
|       |       |       |       |       |
|       |       |       |       |       |

| 8 марта 2018 | Спартак | 0:1 | ЦСКА | ВТБ Ледовый дворец, Москва |

| Отчёт | Отчёт | Отчёт | Отчёт | Отчёт |
| ----- | ----- | ----- | ----- | ----- |
|       |       |       |       |       |
|       |       |       |       |       |
|       |       |       |       |       |
|       |       |       |       |       |
|       |       |       |       |       |
|       |       |       |       |       |
|       |       |       |       |       |
|       |       |       |       |       |
|       |       |       |       |       |

#### (3) Йокерит — (6) Сочи
| 3 марта 2018 17:00 | Йокерит | 2:3 ОТ 2:1 0:1 0:0 0:1 | Сочи | Хартвалл Арена Зрителей: 8573 |

| Отчёт  | Отчёт | Отчёт  | Отчёт | Отчёт                                                                          |
| ------ | ----- | ------ | ----- | ------------------------------------------------------------------------------ |
|        |       |        |       |                                                                                |
|        |       |        |       | Судьи: Артур Кулёв Мартин Франё Линейные судьи: Юрий Иванов Александр Чернышёв |
|        |       |        |       |                                                                                |
|        |       |        |       |                                                                                |
|        |       |        |       |                                                                                |
|        |       |        |       |                                                                                |
|        |       |        |       |                                                                                |
| 33 мин | Штраф | 22 мин |       |                                                                                |
|        |       |        |       |                                                                                |
|        | 54    | Броски | 40    |                                                                                |

| 4 марта 2018 17:00 | Йокерит | 7:2 2:1 4:0 1:1 | Сочи | Хартвалл Арена Зрителей: 9203 |

| Отчёт | Отчёт      | Отчёт   | Отчёт              | Отчёт |
| ----- | ---------- | ------- | ------------------ | ----- |
|       |            |         |                    |       |
|       | Рямё Карри | Вратари | Барулин Константин |       |
|       |            |         |                    |       |
|       |            |         |                    |       |
|       |            |         |                    |       |
|       |            |         |                    |       |
|       |            |         |                    |       |
|       |            |         |                    |       |
|       |            |         |                    |       |

| 6 марта 2018 17:00 | Сочи | 2:7 1:1 1:2 0:4 | Йокерит | Ледовый дворец «Большой» Зрителей: 9178 |

| Отчёт  | Отчёт              | Отчёт   | Отчёт      | Отчёт                                                                                       |
| ------ | ------------------ | ------- | ---------- | ------------------------------------------------------------------------------------------- |
|        |                    |         |            |                                                                                             |
|        | Барулин Константин | Вратари | Рямё Карри | Судьи: Константин Оленин Максим Сидоренко Линейные судьи: Иван Сазонов Александр Захаренков |
|        |                    |         |            | Судьи: Константин Оленин Максим Сидоренко Линейные судьи: Иван Сазонов Александр Захаренков |
|        |                    |         |            | Судьи: Константин Оленин Максим Сидоренко Линейные судьи: Иван Сазонов Александр Захаренков |
|        |                    |         |            | Судьи: Константин Оленин Максим Сидоренко Линейные судьи: Иван Сазонов Александр Захаренков |
|        |                    |         |            | Судьи: Константин Оленин Максим Сидоренко Линейные судьи: Иван Сазонов Александр Захаренков |
|        |                    |         |            | Судьи: Константин Оленин Максим Сидоренко Линейные судьи: Иван Сазонов Александр Захаренков |
| 14 мин | Штраф              | 12 мин  |            | Судьи: Константин Оленин Максим Сидоренко Линейные судьи: Иван Сазонов Александр Захаренков |
|        |                    |         |            |                                                                                             |
|        | 20                 | Броски  | 35         |                                                                                             |

| 7 марта 2018 19:30 | Сочи | 2:3 ОТ 1:1 0:0 1:1 0:1 | Йокерит | Ледовый дворец «Большой» Зрителей: 8836 |

| Отчёт | Отчёт | Отчёт | Отчёт | Отчёт |
| ----- | ----- | ----- | ----- | ----- |
|       |       |       |       |       |
|       |       |       |       |       |
|       |       |       |       |       |
|       |       |       |       |       |
|       |       |       |       |       |
|       |       |       |       |       |
|       |       |       |       |       |
|       |       |       |       |       |
|       |       |       |       |       |

| 9 марта 2018 19:30 | Йокерит | 2:1 ОТ 0:0 0:1 1:0 1:0 | Сочи | Хартвалл Арена Зрителей: 9767 |

| Отчёт  | Отчёт | Отчёт  | Отчёт | Отчёт                                   |
| ------ | ----- | ------ | ----- | --------------------------------------- |
|        |       |        |       |                                         |
|        |       |        |       | Судьи: Алексей Раводин Антонин Йержабек |
|        |       |        |       |                                         |
|        |       |        |       |                                         |
|        |       |        |       |                                         |
|        |       |        |       |                                         |
|        |       |        |       |                                         |
| 10 мин | Штраф | 10 мин |       |                                         |
|        |       |        |       |                                         |
|        |       |        |       |                                         |

#### (4) Локомотив — (5) Торпедо
| 3 марта 2018 17:00 | Локомотив | 2:1 0:1, 2:0, 0:0 | Торпедо | Арена 2000, Ярославль Зрителей: 8751 |

| Отчёт  | Отчёт             | Отчёт  | Отчёт | Отчёт                                                                                |
| ------ | ----------------- | ------ | ----- | ------------------------------------------------------------------------------------ |
|        |                   |        |       |                                                                                      |
|        |                   |        |       | Судьи: Оленин Константин Щенёв Роман Линейные судьи: Савенков Артём Головлёв Дмитрий |
|        | Голы:             |        |       |                                                                                      |
|        | 0 — 1 2 — 0 0 — 0 |        |       |                                                                                      |
|        |                   |        |       |                                                                                      |
|        |                   |        |       |                                                                                      |
|        |                   |        |       |                                                                                      |
| 12 мин | Штраф             | 30 мин |       |                                                                                      |
|        |                   |        |       |                                                                                      |
|        | 36                | Броски | 35    |                                                                                      |

| 4 марта 2018 17:00 | Локомотив | 2:1 1:1, 0:0, 1:0 | Торпедо | Арена 2000, Ярославль Зрителей: 8763 |

| Отчёт  | Отчёт | Отчёт  | Отчёт | Отчёт                                                                                   |
| ------ | ----- | ------ | ----- | --------------------------------------------------------------------------------------- |
|        |       |        |       |                                                                                         |
|        |       |        |       | Судьи: Константин Оленин Александр Соин Линейные судьи: Дмитрий Головлёв Артём Савенков |
|        |       |        |       |                                                                                         |
|        |       |        |       |                                                                                         |
|        |       |        |       |                                                                                         |
|        |       |        |       |                                                                                         |
|        |       |        |       |                                                                                         |
| 20 мин | Штраф | 29 мин |       |                                                                                         |
|        |       |        |       |                                                                                         |
|        | 30    | Броски | 22    |                                                                                         |

| 6 марта 2018 19:00 | Торпедо | 2:3 OT | Локомотив | КРК «Нагорный» Зрителей: 5400 |

| Отчёт  | Отчёт | Отчёт  | Отчёт | Отчёт                                                                              |
| ------ | ----- | ------ | ----- | ---------------------------------------------------------------------------------- |
|        |       |        |       |                                                                                    |
|        |       |        |       | Судьи: Антон Лаврентьев Денис Наумов Линейные судьи: Торнике Кучава Никита Новиков |
|        |       |        |       |                                                                                    |
|        |       |        |       |                                                                                    |
|        |       |        |       |                                                                                    |
|        |       |        |       |                                                                                    |
|        |       |        |       |                                                                                    |
| 20 мин | Штраф | 6 мин  |       |                                                                                    |
|        |       |        |       |                                                                                    |
|        | 27    | Броски | 39    |                                                                                    |

| 7 марта 2018 19:00 | Торпедо | 2:3 OT 1:1 0:1 1:0 0:1 | Локомотив | КРК «Нагорный» Зрителей: 5400 |

| Отчёт | Отчёт | Отчёт | Отчёт | Отчёт |
| ----- | ----- | ----- | ----- | ----- |
|       |       |       |       |       |
|       |       |       |       |       |
|       |       |       |       |       |
|       |       |       |       |       |
|       |       |       |       |       |
|       |       |       |       |       |
|       |       |       |       |       |
|       |       |       |       |       |
|       |       |       |       |       |

## Полуфиналы конференций
Время начала матчей дано по Московскому времени (UTC+3).

### Восточная конференция

#### (1) Ак Барс — (5) Металлург Мг
| 16 марта 2018 19:00 | Ак Барс | 3:4 ОТ 1:0, 1:2, 1:1, 0:1 | Металлург Мг | Татнефть Арена, Казань Зрителей: 8307 |

| Отчёт | Отчёт                       | Отчёт | Отчёт            | Отчёт                                                                              |
| --- | --------------------------- | --- | ---------------- | ---------------------------------------------------------------------------------- |
| |                             | |                  |                                                                                    |
| | Эмиль Гарипов               | Вратари | Василий Кошечкин | Судьи: Константин Оленин Роман Гофман Линейные судьи: Никита Шалагин Дмитрий Шишло |
| | Голы:                       | |                  | Судьи: Константин Оленин Роман Гофман Линейные судьи: Никита Шалагин Дмитрий Шишло |
| И. Секач (А. Ландер, Д. Азеведо) — 16:36 С. Галиев (Я. Косов, А. Свитов) — 22:56 А. Охтамаа (В. Ткачёв, Р. Клинкхаммер) — 42:06 | 1:0 2:0 2:1 2:2 3:2 3:3 3:4 | М. Эллисон (Д. Денисов, А. Шенфельд) — 25:19 В. Вольский (С. Мозякин, С. Терещенко) — 32:56 Е. Тимкин (Д. Кокарев, О. Осала) — 51:45 В. Вольский (С. Мозякин) — 68:49 |                  | Судьи: Константин Оленин Роман Гофман Линейные судьи: Никита Шалагин Дмитрий Шишло |
| |                             | |                  | Судьи: Константин Оленин Роман Гофман Линейные судьи: Никита Шалагин Дмитрий Шишло |
| |                             | |                  | Судьи: Константин Оленин Роман Гофман Линейные судьи: Никита Шалагин Дмитрий Шишло |
| |                             | |                  | Судьи: Константин Оленин Роман Гофман Линейные судьи: Никита Шалагин Дмитрий Шишло |
| 4 мин | Штраф                       | 8 мин |                  | Судьи: Константин Оленин Роман Гофман Линейные судьи: Никита Шалагин Дмитрий Шишло |
| |                             | |                  |                                                                                    |
| | 36                          | Броски | 47               |                                                                                    |

| 17 марта 2018 17:00 | Ак Барс | 4:1 1:0, 3:1, 0:0 | Металлург Мг | Татнефть Арена, Казань Зрителей: 8890 |

| Отчёт | Отчёт               | Отчёт                                  | Отчёт                          | Отчёт                                                                                |
| --- | ------------------- | -------------------------------------- | ------------------------------ | ------------------------------------------------------------------------------------ |
| |                     |                                        |                                |                                                                                      |
| | Эмиль Гарипов       | Вратари                                | Василий Кошечкин Илья Самсонов | Судьи: Виктор Гашилов Константин Оленин Линейные судьи: Никита Шалагин Дмитрий Шишло |
| | Голы:               |                                        |                                | Судьи: Виктор Гашилов Константин Оленин Линейные судьи: Никита Шалагин Дмитрий Шишло |
| Я. Косов (Р. Клинкхаммер) — 12:27 Д. Азеведо (И. Секач) — 20:35 Д. Зарипов (С. Галиев, В. Токранов) — 31:54 С. Галиев (Д. Зарипов) — 39:08 | 1:0 2:0 2:1 3:1 4:1 | К. Ли (А. Чибисов, М. Эллисон) — 29:32 |                                | Судьи: Виктор Гашилов Константин Оленин Линейные судьи: Никита Шалагин Дмитрий Шишло |
| |                     |                                        |                                | Судьи: Виктор Гашилов Константин Оленин Линейные судьи: Никита Шалагин Дмитрий Шишло |
| |                     |                                        |                                | Судьи: Виктор Гашилов Константин Оленин Линейные судьи: Никита Шалагин Дмитрий Шишло |
| |                     |                                        |                                | Судьи: Виктор Гашилов Константин Оленин Линейные судьи: Никита Шалагин Дмитрий Шишло |
| 6 мин | Штраф               | 6 мин                                  |                                | Судьи: Виктор Гашилов Константин Оленин Линейные судьи: Никита Шалагин Дмитрий Шишло |
| |                     |                                        |                                |                                                                                      |
| | 33                  | Броски                                 | 34                             |                                                                                      |

| 20 марта 2018 17:00 | Металлург Мг | 2:5 1:1, 1:2, 0:2 | Ак Барс | «Арена Металлург», Магнитогорск Зрителей: 7340 |

| Отчёт                                                                                              | Отчёт                          | Отчёт | Отчёт         | Отчёт                                                                               |
| -------------------------------------------------------------------------------------------------- | ------------------------------ | --- | ------------- | ----------------------------------------------------------------------------------- |
| |                                | |               |                                                                                     |
| | Василий Кошечкин Илья Самсонов | Вратари | Эмиль Гарипов | Судьи: Денис Наумов Алексей Белов Линейные судьи: Иван Сазонов Александр Захаренков |
| | Голы:                          | |               | Судьи: Денис Наумов Алексей Белов Линейные судьи: Иван Сазонов Александр Захаренков |
| С. Мозякин (К. Ли, В. Вольский) (бол.) — 13:01 О. Осала (Д. Кокарев, А. Береглазов) (бол.) — 39:23 | 0:1 :1 1:2 1:3 2:3 2:4 2:5     | И. Секач (Д. Азеведо, Н. Лямкин) — 0:51 А. Ландер (В. Токранов, Д. Азеведо) (бол.) — 20:28 В. Ткачёв (Д. Зарипов) — 21:40 В. Токранов (Д. Азеведо, И. Секач) (бол.) — 44:18 Д. Азеведо (Д. Зарипов, Н. Лямкин) — 54:27 |               | Судьи: Денис Наумов Алексей Белов Линейные судьи: Иван Сазонов Александр Захаренков |
| |                                | |               | Судьи: Денис Наумов Алексей Белов Линейные судьи: Иван Сазонов Александр Захаренков |
| |                                | |               | Судьи: Денис Наумов Алексей Белов Линейные судьи: Иван Сазонов Александр Захаренков |
| |                                | |               | Судьи: Денис Наумов Алексей Белов Линейные судьи: Иван Сазонов Александр Захаренков |
| 10 мин                                                                                             | Штраф                          | 10 мин |               | Судьи: Денис Наумов Алексей Белов Линейные судьи: Иван Сазонов Александр Захаренков |
| |                                | |               |                                                                                     |
| | 40                             | Броски | 28            |                                                                                     |

| 21 марта 2018 17:00 | Металлург Мг | 2:3 1:1, 0:1, 1:1 | Ак Барс | «Арена Металлург», Магнитогорск Зрителей: 7402 |

| Отчёт                                                                        | Отчёт              | Отчёт | Отчёт         | Отчёт                                                                                |
| ---------------------------------------------------------------------------- | ------------------ | --- | ------------- | ------------------------------------------------------------------------------------ |
|                                                                              |                    | |               |                                                                                      |
|                                                                              | Илья Самсонов      | Вратари | Эмиль Гарипов | Судьи: Эдуард Одиньш Алексей Белов Линейные судьи: Александр Захаренков Иван Сазонов |
|                                                                              | Голы:              | |               | Судьи: Эдуард Одиньш Алексей Белов Линейные судьи: Александр Захаренков Иван Сазонов |
| Я. Коварж (В. Вольский) — 12:37 Я. Коварж (К. Ли, В Вольский) (бол.) — 55:32 | 0:1 :1 1:2 1:3 2:3 | А. Потапов (А. Бурмистров, А. Лукоянов) — 6:27 И. Секач (Д. Азеведо, А. Охтамаа) (бол.) — 36:24 С. Галиев (Д. Зарипов) — 44:37 |               | Судьи: Эдуард Одиньш Алексей Белов Линейные судьи: Александр Захаренков Иван Сазонов |
|                                                                              |                    | |               | Судьи: Эдуард Одиньш Алексей Белов Линейные судьи: Александр Захаренков Иван Сазонов |
|                                                                              |                    | |               | Судьи: Эдуард Одиньш Алексей Белов Линейные судьи: Александр Захаренков Иван Сазонов |
|                                                                              |                    | |               | Судьи: Эдуард Одиньш Алексей Белов Линейные судьи: Александр Захаренков Иван Сазонов |
| 2 мин                                                                        | Штраф              | 6 мин |               | Судьи: Эдуард Одиньш Алексей Белов Линейные судьи: Александр Захаренков Иван Сазонов |
|                                                                              |                    | |               |                                                                                      |
|                                                                              | 27                 | Броски | 21            |                                                                                      |

| 23 марта 2018 19:00 | Ак Барс | 3:1 2:1, 1:0, 0:0 | Металлург Мг | Татнефть Арена, Казань Зрителей: 8890 |

| Отчёт | Отчёт | Отчёт | Отчёт | Отчёт |
| ----- | ----- | ----- | ----- | ----- |
|       |       |       |       |       |
|       |       |       |       |       |
|       |       |       |       |       |
|       |       |       |       |       |
|       |       |       |       |       |
|       |       |       |       |       |
|       |       |       |       |       |
|       |       |       |       |       |
|       |       |       |       |       |

#### (2) Салават Юлаев — (3) Трактор
| 16 марта 2018 17:00 | Салават Юлаев | 1:2 0:1, 1:1, 0:0 | Трактор | Уфа-Арена, Уфа Зрителей: 7329 |

| Отчёт                       | Отчёт        | Отчёт                                                                                              | Отчёт          | Отчёт                                                                           |
| --------------------------- | ------------ | -------------------------------------------------------------------------------------------------- | -------------- | ------------------------------------------------------------------------------- |
|                             |              | |                |                                                                                 |
|                             | Бен Скривенс | Вратари                                                                                            | Павел Францоуз | Судьи: Сергей Кулаков Иван Фатеев Линейные судьи: Торнике Кучава Никита Новиков |
|                             | Голы:        | |                | Судьи: Сергей Кулаков Иван Фатеев Линейные судьи: Торнике Кучава Никита Новиков |
| И. Зубов (Л. Умарк) — 32:56 | 0:1 0:2 1:2  | А. Пеньковский (Р. Йюнге, Ю. Петров) — 4:17 В. Кравцов (И. Вишневский, А. Кручинин) (бол.) — 21:02 |                | Судьи: Сергей Кулаков Иван Фатеев Линейные судьи: Торнике Кучава Никита Новиков |
|                             |              | |                | Судьи: Сергей Кулаков Иван Фатеев Линейные судьи: Торнике Кучава Никита Новиков |
|                             |              | |                | Судьи: Сергей Кулаков Иван Фатеев Линейные судьи: Торнике Кучава Никита Новиков |
|                             |              | |                | Судьи: Сергей Кулаков Иван Фатеев Линейные судьи: Торнике Кучава Никита Новиков |
| 14 мин                      | Штраф        | 8 мин                                                                                              |                | Судьи: Сергей Кулаков Иван Фатеев Линейные судьи: Торнике Кучава Никита Новиков |
|                             |              | |                |                                                                                 |
|                             | 39           | Броски                                                                                             | 21             |                                                                                 |

| 17 марта 2018 14:30 | Салават Юлаев | 3:2 ОТ 1:0, 0:1, 1:1, 1:0 | Трактор | Уфа-Арена, Уфа Зрителей: 8070 |

| Отчёт | Отчёт              | Отчёт                                                                    | Отчёт          | Отчёт                                                                             |
| --- | ------------------ | ------------------------------------------------------------------------ | -------------- | --------------------------------------------------------------------------------- |
| |                    |                                                                          |                |                                                                                   |
| | Бен Скривенс       | Вратари                                                                  | Павел Францоуз | Судьи: Сергей Кулаков Алексей Белов Линейные судьи: Торнике Кучава Никита Новиков |
| | Голы:              |                                                                          |                | Судьи: Сергей Кулаков Алексей Белов Линейные судьи: Торнике Кучава Никита Новиков |
| Й. Кемппайнен (Т. Хартикайнен, Л. Умарк) — 0:18 А. Логинов — 52:01 И. Макаров (Л. Умарк, З. Арзамасцев) — 73:25 | 1:0 1:1 1:2 :2 3:2 | П. Щехура (Н. Бэйлен, Р. Йюнге) — 28:50 В. Кравцов (А. Кручинин) — 41:57 |                | Судьи: Сергей Кулаков Алексей Белов Линейные судьи: Торнике Кучава Никита Новиков |
| |                    |                                                                          |                | Судьи: Сергей Кулаков Алексей Белов Линейные судьи: Торнике Кучава Никита Новиков |
| |                    |                                                                          |                | Судьи: Сергей Кулаков Алексей Белов Линейные судьи: Торнике Кучава Никита Новиков |
| |                    |                                                                          |                | Судьи: Сергей Кулаков Алексей Белов Линейные судьи: Торнике Кучава Никита Новиков |
| 2 мин | Штраф              | 4 мин                                                                    |                | Судьи: Сергей Кулаков Алексей Белов Линейные судьи: Торнике Кучава Никита Новиков |
| |                    |                                                                          |                |                                                                                   |
| | 47                 | Броски                                                                   | 20             |                                                                                   |

| 20 марта 2018 17:00 | Трактор | 2:3 0:0, 2:0, 0:3 | Салават Юлаев | Ледовая арена «Трактор», Челябинск Зрителей: 7500 |

| Отчёт                                                                                      | Отчёт               | Отчёт                                                                                                | Отчёт        | Отчёт                                                                          |
| ------------------------------------------------------------------------------------------ | ------------------- | --- | ------------ | ------------------------------------------------------------------------------ |
|                                                                                            |                     | |              |                                                                                |
|                                                                                            | Павел Францоуз      | Вратари                                                                                              | Бен Скривенс | Судьи: Александр Соин Денис Бондарь Линейные судьи: Никита Вилюгин Юрий Иванов |
|                                                                                            | Голы:               | |              | Судьи: Александр Соин Денис Бондарь Линейные судьи: Никита Вилюгин Юрий Иванов |
| А. Кручинин (И. Вишневский, В. Кравцов) — 23:33 А. Шаров (А. Кручинин, В. Кравцов) — 31:54 | 1:0 2:0 2:1 2:2 2:3 | М. Юньков (М. Майоров) — 42:47 Л. Умарк (Й. Кемппайнен) (бол.) — 45:33 М. Юньков (Ф. Ларсен) — 46:36 |              | Судьи: Александр Соин Денис Бондарь Линейные судьи: Никита Вилюгин Юрий Иванов |
|                                                                                            |                     | |              | Судьи: Александр Соин Денис Бондарь Линейные судьи: Никита Вилюгин Юрий Иванов |
|                                                                                            |                     | |              | Судьи: Александр Соин Денис Бондарь Линейные судьи: Никита Вилюгин Юрий Иванов |
|                                                                                            |                     | |              | Судьи: Александр Соин Денис Бондарь Линейные судьи: Никита Вилюгин Юрий Иванов |
| 8 мин                                                                                      | Штраф               | 8 мин                                                                                                |              | Судьи: Александр Соин Денис Бондарь Линейные судьи: Никита Вилюгин Юрий Иванов |
|                                                                                            |                     | |              |                                                                                |
|                                                                                            | 28                  | Броски                                                                                               | 33           |                                                                                |

| 21 марта 2018 17:00 | Трактор | 4:1 1:1, 2:0, 1:0 | Салават Юлаев | Ледовая арена «Трактор», Челябинск Зрителей: 7500 |

| Отчёт | Отчёт               | Отчёт                                            | Отчёт        | Отчёт                                                                           |
| --- | ------------------- | ------------------------------------------------ | ------------ | ------------------------------------------------------------------------------- |
| |                     |                                                  |              |                                                                                 |
| | Василий Демченко    | Вратари                                          | Бен Скривенс | Судьи: Алексей Раводин Денис Бондарь Линейные судьи: Никита Вилюгин Юрий Иванов |
| | Голы:               |                                                  |              | Судьи: Алексей Раводин Денис Бондарь Линейные судьи: Никита Вилюгин Юрий Иванов |
| Н. Бэйлен (В. Кравцов, И. Исаев) — 8:01 Р. Йюнге (А. Шинин, Н. Бэйлен) — 20:11 А. Шаров (И. Вишневский, В. Кравцов) — 34:30 А. Бородкин (Н. Бэйлен, В. Демченко) (бол.) — 51:21 | 1:0 1:1 2:1 3:1 4:1 | Т. Хартикайнен (Й. Кемппайнен, Л. Умарк) — 16:59 |              | Судьи: Алексей Раводин Денис Бондарь Линейные судьи: Никита Вилюгин Юрий Иванов |
| |                     |                                                  |              | Судьи: Алексей Раводин Денис Бондарь Линейные судьи: Никита Вилюгин Юрий Иванов |
| |                     |                                                  |              | Судьи: Алексей Раводин Денис Бондарь Линейные судьи: Никита Вилюгин Юрий Иванов |
| |                     |                                                  |              | Судьи: Алексей Раводин Денис Бондарь Линейные судьи: Никита Вилюгин Юрий Иванов |
| 3 мин | Штраф               | 10 мин                                           |              | Судьи: Алексей Раводин Денис Бондарь Линейные судьи: Никита Вилюгин Юрий Иванов |
| |                     |                                                  |              |                                                                                 |
| | 32                  | Броски                                           | 39           |                                                                                 |

| 23 марта 2018 17:00 | Салават Юлаев | 1:0 0:0, 0:0, 1:0 | Трактор | Уфа-Арена, Уфа Зрителей: 8070 |

| Отчёт                                              | Отчёт        | Отчёт   | Отчёт            | Отчёт                                                                          |
| -------------------------------------------------- | ------------ | ------- | ---------------- | ------------------------------------------------------------------------------ |
|                                                    |              |         |                  |                                                                                |
|                                                    | Скривенс Бен | Вратари | Демченко Василий | Судьи: Денис Наумов Эдуард Одиньш Линейные судьи: Никита Шалагин Дмитрий Шишло |
|                                                    | Голы:        |         |                  | Судьи: Денис Наумов Эдуард Одиньш Линейные судьи: Никита Шалагин Дмитрий Шишло |
| А. Бурдасов (Б. Скривенс, Л. Умарк) (бол.) — 53:09 | 1:0          |         |                  | Судьи: Денис Наумов Эдуард Одиньш Линейные судьи: Никита Шалагин Дмитрий Шишло |
|                                                    |              |         |                  | Судьи: Денис Наумов Эдуард Одиньш Линейные судьи: Никита Шалагин Дмитрий Шишло |
|                                                    |              |         |                  | Судьи: Денис Наумов Эдуард Одиньш Линейные судьи: Никита Шалагин Дмитрий Шишло |
|                                                    |              |         |                  | Судьи: Денис Наумов Эдуард Одиньш Линейные судьи: Никита Шалагин Дмитрий Шишло |
| 6 мин                                              | Штраф        | 4 мин   |                  | Судьи: Денис Наумов Эдуард Одиньш Линейные судьи: Никита Шалагин Дмитрий Шишло |
|                                                    |              |         |                  |                                                                                |
|                                                    | 36           | Броски  | 25               |                                                                                |

| 25 марта 2018 14:30 | Трактор | 7:1 0:0, 6:1, 1:0 | Салават Юлаев | Ледовая арена «Трактор», Челябинск Зрителей: 7500 |

| Отчёт | Отчёт                           | Отчёт                                            | Отчёт        | Отчёт                                                                               |
| --- | ------------------------------- | ------------------------------------------------ | ------------ | ----------------------------------------------------------------------------------- |
| |                                 |                                                  |              |                                                                                     |
| | Францоуз Павел                  | Вратари                                          | Скривенс Бен | Судьи: Виктор Гашилов Максим Сидоренко Линейные судьи: Александр Отмахов Яков Палей |
| | Голы:                           |                                                  |              | Судьи: Виктор Гашилов Максим Сидоренко Линейные судьи: Александр Отмахов Яков Палей |
| А. Черников — 20:47 Р. Йюнге (А. Шаров) — 22:47 А. Шинин (Л. Виделль) — 27:19 А. Кручинин (А. Петров) (бол.) — 32:35 С. Кокуёв (А. Рыбаков) — 32:52 Н. Бэйлен (Р. Йюнге, П. Щехура) — 34:32 А. Рыбаков (С. Кокуёв) — 50:52 | 1:0 2:0 3:0 3:1 4:1 5:1 6:1 7:1 | Ф. Ларсен (Л. Умарк, А. Бурдасов) (бол.) — 30:45 |              | Судьи: Виктор Гашилов Максим Сидоренко Линейные судьи: Александр Отмахов Яков Палей |
| |                                 |                                                  |              | Судьи: Виктор Гашилов Максим Сидоренко Линейные судьи: Александр Отмахов Яков Палей |
| |                                 |                                                  |              | Судьи: Виктор Гашилов Максим Сидоренко Линейные судьи: Александр Отмахов Яков Палей |
| |                                 |                                                  |              | Судьи: Виктор Гашилов Максим Сидоренко Линейные судьи: Александр Отмахов Яков Палей |
| 8 мин | Штраф                           | 4 мин                                            |              | Судьи: Виктор Гашилов Максим Сидоренко Линейные судьи: Александр Отмахов Яков Палей |
| |                                 |                                                  |              |                                                                                     |
| | 33                              | Броски                                           | 37           |                                                                                     |

| 27 марта 2018 17:00 | Салават Юлаев | 1:2 1:1, 0:1, 0:0 | Трактор | Уфа-Арена, Уфа Зрителей: 8070 |

| Отчёт            | Отчёт        | Отчёт                                                                                   | Отчёт            | Отчёт                                                                                    |
| ---------------- | ------------ | --------------------------------------------------------------------------------------- | ---------------- | ---------------------------------------------------------------------------------------- |
|                  |              |                                                                                         |                  |                                                                                          |
|                  | Бен Скривенс | Вратари                                                                                 | Василий Демченко | Судьи: Роман Гофман Константин Оленин Линейные судьи: Александр Садовников Дмитрий Сивов |
|                  | Голы:        |                                                                                         |                  | Судьи: Роман Гофман Константин Оленин Линейные судьи: Александр Садовников Дмитрий Сивов |
| Л. Умарк — 12:55 | 1:0 1:1 1:2  | Р. Йюнге (П. Щехура, Н. Бэйлен) — 18:18 Л. Виделль (П. Щехура, Р. Йюнге) (бол.) — 38:00 |                  | Судьи: Роман Гофман Константин Оленин Линейные судьи: Александр Садовников Дмитрий Сивов |
|                  |              |                                                                                         |                  | Судьи: Роман Гофман Константин Оленин Линейные судьи: Александр Садовников Дмитрий Сивов |
|                  |              |                                                                                         |                  | Судьи: Роман Гофман Константин Оленин Линейные судьи: Александр Садовников Дмитрий Сивов |
|                  |              |                                                                                         |                  | Судьи: Роман Гофман Константин Оленин Линейные судьи: Александр Садовников Дмитрий Сивов |
| 4 мин            | Штраф        | 6 мин                                                                                   |                  | Судьи: Роман Гофман Константин Оленин Линейные судьи: Александр Садовников Дмитрий Сивов |
|                  |              |                                                                                         |                  |                                                                                          |
|                  | 36           | Броски                                                                                  | 22               |                                                                                          |

25 марта челябинские хоккеисты повторили рекорд КХЛ, который 14 марта 2009 установил «Ак Барс» в игре с «Авангардом» (11:1). Подопечные Зинэтулы Билялетдинова со счётом 6:0 выиграли стартовый отрезок той встречи.

### Западная конференция

#### (1) СКА — (4) Локомотив
| 16 марта 2018 19:30 | СКА | 4:0 2:0, 2:0, 0:0 | Локомотив | Ледовый дворец, Санкт-Петербург Зрителей: 12 395 |

| Отчёт | Отчёт           | Отчёт   | Отчёт                              | Отчёт                                                                                         |
| --- | --------------- | ------- | ---------------------------------- | --------------------------------------------------------------------------------------------- |
| |                 |         |                                    |                                                                                               |
| | Микко Коскинен  | Вратари | Алексей Мурыгин Александр Судницин | Судьи: Николай Акузовский Максим Сидоренко Линейные судьи: Александр Садовников Дмитрий Сивов |
| | Голы:           |         |                                    | Судьи: Николай Акузовский Максим Сидоренко Линейные судьи: Александр Садовников Дмитрий Сивов |
| В. Шипачёв (Е. Яковлев) — 0:49 Я. Коскиранта (С. Широков) — 17:30 В. Войнов (М. Карпов) (бол.) — 29:25 В. Гавриков (А. Зуб, Н. Гусев) — 33:54 | 1:0 2:0 3:0 4:0 |         |                                    | Судьи: Николай Акузовский Максим Сидоренко Линейные судьи: Александр Садовников Дмитрий Сивов |
| |                 |         |                                    | Судьи: Николай Акузовский Максим Сидоренко Линейные судьи: Александр Садовников Дмитрий Сивов |
| |                 |         |                                    | Судьи: Николай Акузовский Максим Сидоренко Линейные судьи: Александр Садовников Дмитрий Сивов |
| |                 |         |                                    | Судьи: Николай Акузовский Максим Сидоренко Линейные судьи: Александр Садовников Дмитрий Сивов |
| 12 мин | Штраф           | 16 мин  |                                    | Судьи: Николай Акузовский Максим Сидоренко Линейные судьи: Александр Садовников Дмитрий Сивов |
| |                 |         |                                    |                                                                                               |
| | 28              | Броски  | 27                                 |                                                                                               |

| 17 марта 2018 17:00 | СКА | 1:2 1:0, 0:2, 0:0 | Локомотив | Ледовый дворец, Санкт-Петербург Зрителей: 12 468 |

| Отчёт                                     | Отчёт          | Отчёт                                                                                    | Отчёт              | Отчёт                                                                                      |
| ----------------------------------------- | -------------- | ---------------------------------------------------------------------------------------- | ------------------ | ------------------------------------------------------------------------------------------ |
|                                           |                |                                                                                          |                    |                                                                                            |
|                                           | Микко Коскинен | Вратари                                                                                  | Александр Судницин | Судьи: Алексей Раводин Максим Сидоренко Линейные судьи: Александр Садовников Дмитрий Сивов |
|                                           | Голы:          |                                                                                          |                    | Судьи: Алексей Раводин Максим Сидоренко Линейные судьи: Александр Садовников Дмитрий Сивов |
| В. Шипачёв (И. Ковальчук, А. Зуб) — 13:55 | 1:0 1:1 1:2    | А. Каюмов (А. Локтионов, Д. Мосалёв) (бол.) — 27:54 И. Любушкин (П. Красковский) — 38:45 |                    | Судьи: Алексей Раводин Максим Сидоренко Линейные судьи: Александр Садовников Дмитрий Сивов |
|                                           |                |                                                                                          |                    | Судьи: Алексей Раводин Максим Сидоренко Линейные судьи: Александр Садовников Дмитрий Сивов |
|                                           |                |                                                                                          |                    | Судьи: Алексей Раводин Максим Сидоренко Линейные судьи: Александр Садовников Дмитрий Сивов |
|                                           |                |                                                                                          |                    | Судьи: Алексей Раводин Максим Сидоренко Линейные судьи: Александр Садовников Дмитрий Сивов |
| 14 мин                                    | Штраф          | 24 мин                                                                                   |                    | Судьи: Алексей Раводин Максим Сидоренко Линейные судьи: Александр Садовников Дмитрий Сивов |
|                                           |                |                                                                                          |                    |                                                                                            |
|                                           | 29             | Броски                                                                                   | 36                 |                                                                                            |

| 19 марта 2018 19:00 | Локомотив | 0:2 0:0, 0:1, 0:1 | СКА | Арена 2000, Ярославль Зрителей: 9000 |

| Отчёт  | Отчёт              | Отчёт                                                                                | Отчёт          | Отчёт                                                                          |
| ------ | ------------------ | ------------------------------------------------------------------------------------ | -------------- | ------------------------------------------------------------------------------ |
|        |                    |                                                                                      |                |                                                                                |
|        | Александр Судницин | Вратари                                                                              | Микко Коскинен | Судьи: Сергей Беляев Мартин Франё Линейные судьи: Максим Берсенёв Евгений Юдин |
|        | Голы:              |                                                                                      |                | Судьи: Сергей Беляев Мартин Франё Линейные судьи: Максим Берсенёв Евгений Юдин |
|        | 0:1 0:2            | И. Ковальчук (Е. Рыков, В. Шипачёв) (бол.) — 35:07 И. Ковальчук (П. Торесен) — 57:24 |                | Судьи: Сергей Беляев Мартин Франё Линейные судьи: Максим Берсенёв Евгений Юдин |
|        |                    |                                                                                      |                | Судьи: Сергей Беляев Мартин Франё Линейные судьи: Максим Берсенёв Евгений Юдин |
|        |                    |                                                                                      |                | Судьи: Сергей Беляев Мартин Франё Линейные судьи: Максим Берсенёв Евгений Юдин |
|        |                    |                                                                                      |                | Судьи: Сергей Беляев Мартин Франё Линейные судьи: Максим Берсенёв Евгений Юдин |
| 14 мин | Штраф              | 37 мин                                                                               |                | Судьи: Сергей Беляев Мартин Франё Линейные судьи: Максим Берсенёв Евгений Юдин |
|        |                    |                                                                                      |                |                                                                                |
|        | 29                 | Броски                                                                               | 36             |                                                                                |

| 20 марта 2018 19:00 | Локомотив | 1:4 1:1, 0:3, 0:0 | СКА | Арена 2000, Ярославль Зрителей: 8925 |

| Отчёт                            | Отчёт               | Отчёт | Отчёт          | Отчёт                                                                          |
| -------------------------------- | ------------------- | --- | -------------- | ------------------------------------------------------------------------------ |
|                                  |                     | |                |                                                                                |
|                                  | Александр Судницин  | Вратари | Микко Коскинен | Судьи: Сергей Беляев Сергей Гусев Линейные судьи: Максим Берсенёв Евгений Юдин |
|                                  | Голы:               | |                | Судьи: Сергей Беляев Сергей Гусев Линейные судьи: Максим Берсенёв Евгений Юдин |
| Е. Коршков (Н. Черепанов) — 6:41 | 1:0 1:1 1:2 1:3 1:4 | А. Барабанов (А. Зубарев, В. Шипачёв) — 18:58 И. Ковальчук (В. Гавриков, А. Барабанов) — 26:19 В. Тихонов (П. Торесен) — 31:10 В. Тихонов (П. Торесен, Н. Прохоркин) — 34:46 |                | Судьи: Сергей Беляев Сергей Гусев Линейные судьи: Максим Берсенёв Евгений Юдин |
|                                  |                     | |                | Судьи: Сергей Беляев Сергей Гусев Линейные судьи: Максим Берсенёв Евгений Юдин |
|                                  |                     | |                | Судьи: Сергей Беляев Сергей Гусев Линейные судьи: Максим Берсенёв Евгений Юдин |
|                                  |                     | |                | Судьи: Сергей Беляев Сергей Гусев Линейные судьи: Максим Берсенёв Евгений Юдин |
| 39 мин                           | Штраф               | 29 мин |                | Судьи: Сергей Беляев Сергей Гусев Линейные судьи: Максим Берсенёв Евгений Юдин |
|                                  |                     | |                |                                                                                |
|                                  | 22                  | Броски | 34             |                                                                                |

| 22 марта 2018 19:30 | СКА | 3:1 1:0, 1:1, 1:0 | Локомотив | Ледовый дворец, Санкт-Петербург Зрителей: 12 407 |

| Отчёт | Отчёт           | Отчёт                                         | Отчёт              | Отчёт                                                                              |
| --- | --------------- | --------------------------------------------- | ------------------ | ---------------------------------------------------------------------------------- |
| |                 |                                               |                    |                                                                                    |
| | Микко Коскинен  | Вратари                                       | Александр Судницин | Судьи: Виктор Гашилов Сергей Кулаков Линейные судьи: Торнике Кучава Сергей Шелянин |
| | Голы:           |                                               |                    | Судьи: Виктор Гашилов Сергей Кулаков Линейные судьи: Торнике Кучава Сергей Шелянин |
| И. Ковальчук (В. Войнов, В. Шипачёв) — 13:41 В. Шипачёв (А. Зуб, И. Ковальчук) — 27:59 И. Каблуков (Е. Кетов) — 42:15 | 1:0 1:1 2:1 3:1 | И. Лекомцев (Д. Апальков, Е. Коршков) — 21:40 |                    | Судьи: Виктор Гашилов Сергей Кулаков Линейные судьи: Торнике Кучава Сергей Шелянин |
| |                 |                                               |                    | Судьи: Виктор Гашилов Сергей Кулаков Линейные судьи: Торнике Кучава Сергей Шелянин |
| |                 |                                               |                    | Судьи: Виктор Гашилов Сергей Кулаков Линейные судьи: Торнике Кучава Сергей Шелянин |
| |                 |                                               |                    | Судьи: Виктор Гашилов Сергей Кулаков Линейные судьи: Торнике Кучава Сергей Шелянин |
| 4 мин | Штраф           | 10 мин                                        |                    | Судьи: Виктор Гашилов Сергей Кулаков Линейные судьи: Торнике Кучава Сергей Шелянин |
| |                 |                                               |                    |                                                                                    |
| | 33              | Броски                                        | 17                 |                                                                                    |

#### (2) ЦСКА — (3) Йокерит
| 16 марта 2018 19:30 | ЦСКА | 4:0 2:0, 0:0, 2:0 | Йокерит | ЛСК ЦСКА им. В. Боброва, Москва Зрителей: 4003 |

| Отчёт | Отчёт           | Отчёт   | Отчёт          | Отчёт                                                                            |
| --- | --------------- | ------- | -------------- | -------------------------------------------------------------------------------- |
| |                 |         |                |                                                                                  |
| | Илья Сорокин    | Вратари | Райан Заполски | Судьи: Эдуард Одиньш Сергей Гусев Линейные судьи: Глеб Лазарев Александр Отмахов |
| | Голы:           |         |                | Судьи: Эдуард Одиньш Сергей Гусев Линейные судьи: Глеб Лазарев Александр Отмахов |
| Г. Скотт (Д. Плэтт) — 2:03 В. Ничушкин (М. Науменков, А. Попов) — 19:03 С. Андронов (И. Телегин, К. Петров) — 43:14 С. Шумаков (М. Шалунов, К. Капризов) (бол.) | 1:0 2:0 3:0 4:0 |         |                | Судьи: Эдуард Одиньш Сергей Гусев Линейные судьи: Глеб Лазарев Александр Отмахов |
| |                 |         |                | Судьи: Эдуард Одиньш Сергей Гусев Линейные судьи: Глеб Лазарев Александр Отмахов |
| |                 |         |                | Судьи: Эдуард Одиньш Сергей Гусев Линейные судьи: Глеб Лазарев Александр Отмахов |
| |                 |         |                | Судьи: Эдуард Одиньш Сергей Гусев Линейные судьи: Глеб Лазарев Александр Отмахов |
| 10 мин | Штраф           | 12 мин  |                | Судьи: Эдуард Одиньш Сергей Гусев Линейные судьи: Глеб Лазарев Александр Отмахов |
| |                 |         |                |                                                                                  |
| | 30              | Броски  | 18             |                                                                                  |

| 17 марта 2018 17:00 | ЦСКА | 2:0 0:0, 1:0, 1:0 | Йокерит | ЛСК ЦСКА им. В. Боброва, Москва Зрителей: 5018 |

| Отчёт                                                                                       | Отчёт        | Отчёт   | Отчёт      | Отчёт                                                                            |
| ------------------------------------------------------------------------------------------- | ------------ | ------- | ---------- | -------------------------------------------------------------------------------- |
|                                                                                             |              |         |            |                                                                                  |
|                                                                                             | Илья Сорокин | Вратари | Карри Рямё | Судьи: Эдуард Одиньш Мартин Франё Линейные судьи: Глеб Лазарев Александр Отмахов |
|                                                                                             | Голы:        |         |            | Судьи: Эдуард Одиньш Мартин Франё Линейные судьи: Глеб Лазарев Александр Отмахов |
| М. Григоренко (А. Попов, В. Ничушкин) — 25:12 С. Андронов (И. Телегин, Н. Нестеров) — 46:00 | 1:0 2:0      |         |            | Судьи: Эдуард Одиньш Мартин Франё Линейные судьи: Глеб Лазарев Александр Отмахов |
|                                                                                             |              |         |            | Судьи: Эдуард Одиньш Мартин Франё Линейные судьи: Глеб Лазарев Александр Отмахов |
|                                                                                             |              |         |            | Судьи: Эдуард Одиньш Мартин Франё Линейные судьи: Глеб Лазарев Александр Отмахов |
|                                                                                             |              |         |            | Судьи: Эдуард Одиньш Мартин Франё Линейные судьи: Глеб Лазарев Александр Отмахов |
| 6 мин                                                                                       | Штраф        | 8 мин   |            | Судьи: Эдуард Одиньш Мартин Франё Линейные судьи: Глеб Лазарев Александр Отмахов |
|                                                                                             |              |         |            |                                                                                  |
|                                                                                             | 38           | Броски  | 26         |                                                                                  |

| 19 марта 2018 19:30 | Йокерит | 2:1 ОТ 0:0, 1:0, 0:1, 1:0 | ЦСКА | Хартвалл Арена, Хельсинки Зрителей: 8483 |

| Отчёт                                                                   | Отчёт       | Отчёт                         | Отчёт        | Отчёт                                                                           |
| ----------------------------------------------------------------------- | ----------- | ----------------------------- | ------------ | ------------------------------------------------------------------------------- |
|                                                                         |             |                               |              |                                                                                 |
|                                                                         | Карри Рямё  | Вратари                       | Илья Сорокин | Судьи: Антонин Ержабек Юрий Оскирко Линейные судьи: Яков Палей Александр Сысуев |
|                                                                         | Голы:       |                               |              | Судьи: Антонин Ержабек Юрий Оскирко Линейные судьи: Яков Палей Александр Сысуев |
| О. Палола (М. Гилрой, Э. Толванен) — 31:38 М. Гилрой (С. Мозес) — 77:36 | 1:0 1:1 2:1 | М. Пашнин (В. Жарков) — 41:31 |              | Судьи: Антонин Ержабек Юрий Оскирко Линейные судьи: Яков Палей Александр Сысуев |
|                                                                         |             |                               |              | Судьи: Антонин Ержабек Юрий Оскирко Линейные судьи: Яков Палей Александр Сысуев |
|                                                                         |             |                               |              | Судьи: Антонин Ержабек Юрий Оскирко Линейные судьи: Яков Палей Александр Сысуев |
|                                                                         |             |                               |              | Судьи: Антонин Ержабек Юрий Оскирко Линейные судьи: Яков Палей Александр Сысуев |
| 62 мин                                                                  | Штраф       | 22 мин                        |              | Судьи: Антонин Ержабек Юрий Оскирко Линейные судьи: Яков Палей Александр Сысуев |
|                                                                         |             |                               |              |                                                                                 |
|                                                                         | 26          | Броски                        | 34           |                                                                                 |

| 20 марта 2018 19:00 | Йокерит | 1:2 0:0, 1:1, 0:1 | ЦСКА | Хартвалл Арена, Хельсинки Зрителей: 9301 |

| Отчёт                                   | Отчёт      | Отчёт                                                                                        | Отчёт        | Отчёт                                                                               |
| --------------------------------------- | ---------- | -------------------------------------------------------------------------------------------- | ------------ | ----------------------------------------------------------------------------------- |
|                                         |            |                                                                                              |              |                                                                                     |
|                                         | Карри Рямё | Вратари                                                                                      | Илья Сорокин | Судьи: Антонин Ержабек Максим Сидоренко Линейные судьи: Яков Палей Александр Сысуев |
|                                         | Голы:      |                                                                                              |              | Судьи: Антонин Ержабек Максим Сидоренко Линейные судьи: Яков Палей Александр Сысуев |
| С. Мозес (П. Регин, Е. Йоэнсуу) — 25:49 | 0:1 :1 1:2 | А. Попов (М. Науменков, В. Ничушкин) — 21:12 С. Андронов (М. Науменков, В. Ничушкин) — 49:09 |              | Судьи: Антонин Ержабек Максим Сидоренко Линейные судьи: Яков Палей Александр Сысуев |
|                                         |            |                                                                                              |              | Судьи: Антонин Ержабек Максим Сидоренко Линейные судьи: Яков Палей Александр Сысуев |
|                                         |            |                                                                                              |              | Судьи: Антонин Ержабек Максим Сидоренко Линейные судьи: Яков Палей Александр Сысуев |
|                                         |            |                                                                                              |              | Судьи: Антонин Ержабек Максим Сидоренко Линейные судьи: Яков Палей Александр Сысуев |
| 8 мин                                   | Штраф      | 8 мин                                                                                        |              | Судьи: Антонин Ержабек Максим Сидоренко Линейные судьи: Яков Палей Александр Сысуев |
|                                         |            |                                                                                              |              |                                                                                     |
|                                         | 16         | Броски                                                                                       | 17           |                                                                                     |

| 22—23 марта 2018 19:30 | ЦСКА | 1:2 5ОТ 1:1, 0:0, 0:0, 0:1 | Йокерит | ЛСК ЦСКА им. В. Боброва, Москва Зрителей: 4056 |

| Отчёт                               | Отчёт        | Отчёт                                                                         | Отчёт      | Отчёт                                                                          |
| ----------------------------------- | ------------ | ----------------------------------------------------------------------------- | ---------- | ------------------------------------------------------------------------------ |
|                                     |              |                                                                               |            |                                                                                |
|                                     | Илья Сорокин | Вратари                                                                       | Карри Рямё | Судьи: Мартин Франё Роман Гофман Линейные судьи: Александр Сысуев Евгений Юдин |
|                                     | Голы:        |                                                                               |            | Судьи: Мартин Франё Роман Гофман Линейные судьи: Александр Сысуев Евгений Юдин |
| К. Капризов (М. Григоренко) — 10:52 | 0:1 :1 1:2   | Б. О'Нилл (С. Лепистё, Н. Енсен) (бол.) — 3:51 М. Ниеми (С. Лепистё) — 142:09 |            | Судьи: Мартин Франё Роман Гофман Линейные судьи: Александр Сысуев Евгений Юдин |
|                                     |              |                                                                               |            | Судьи: Мартин Франё Роман Гофман Линейные судьи: Александр Сысуев Евгений Юдин |
|                                     |              |                                                                               |            | Судьи: Мартин Франё Роман Гофман Линейные судьи: Александр Сысуев Евгений Юдин |
|                                     |              |                                                                               |            | Судьи: Мартин Франё Роман Гофман Линейные судьи: Александр Сысуев Евгений Юдин |
| 4 мин                               | Штраф        | 10 мин                                                                        |            | Судьи: Мартин Франё Роман Гофман Линейные судьи: Александр Сысуев Евгений Юдин |
|                                     |              |                                                                               |            |                                                                                |
|                                     | 84           | Броски                                                                        | 48         |                                                                                |

| 24 марта 2018 17:00 | Йокерит | 3:4 2:1, 1:3, 0:0 | ЦСКА | Хартвалл Арена, Хельсинки Зрителей: 12 592 |

| Отчёт | Отчёт                      | Отчёт | Отчёт                      | Отчёт                                                                              |
| --- | -------------------------- | --- | -------------------------- | ---------------------------------------------------------------------------------- |
| |                            | |                            |                                                                                    |
| | Райан Заполски             | Вратари | Илья Сорокин Ларс Юханссон | Судьи: Константин Оленин Сергей Кулаков Линейные судьи: Торнике Кучава Юрий Иванов |
| | Голы:                      | |                            | Судьи: Константин Оленин Сергей Кулаков Линейные судьи: Торнике Кучава Юрий Иванов |
| Т. Хухтала (М. Ниеми, М. Антилла) — 17:20 Э. Толванен (Б. О'Нилл, Н. Енсен) — 18:11 Д. Норман (П. Йормакка, О. Лауридсен) — 23:10 | 0:1 :1 2:1 2:2 3:2 3:3 3:4 | А. Кузьменко (А. Марченко) — 12:35 М. Григоренко (К. Капризов) (бол.) — 20:38 К. Петров (А. Попов) — 27:24 С. Андронов — 32:48 |                            | Судьи: Константин Оленин Сергей Кулаков Линейные судьи: Торнике Кучава Юрий Иванов |
| |                            | |                            | Судьи: Константин Оленин Сергей Кулаков Линейные судьи: Торнике Кучава Юрий Иванов |
| |                            | |                            | Судьи: Константин Оленин Сергей Кулаков Линейные судьи: Торнике Кучава Юрий Иванов |
| |                            | |                            | Судьи: Константин Оленин Сергей Кулаков Линейные судьи: Торнике Кучава Юрий Иванов |
| 38 мин | Штраф                      | 14 мин |                            | Судьи: Константин Оленин Сергей Кулаков Линейные судьи: Торнике Кучава Юрий Иванов |
| |                            | |                            |                                                                                    |
| | 22                         | Броски | 33                         |                                                                                    |

## Финалы конференций

### Восточная конференция

#### (1) Ак Барс — (3) Трактор
| 30 марта 2018 19:00 | Ак Барс | 2:1 0:0, 0:1, 2:0 | Трактор | Татнефть Арена, Казань Зрителей: 8231 |

| Отчёт                                                                              | Отчёт         | Отчёт                         | Отчёт          | Отчёт                                                                            |
| ---------------------------------------------------------------------------------- | ------------- | ----------------------------- | -------------- | -------------------------------------------------------------------------------- |
|                                                                                    |               |                               |                |                                                                                  |
|                                                                                    | Эмиль Гарипов | Вратари                       | Павел Францоуз | Судьи: Алексей Белов Сергей Кулаков Линейные судьи: Никита Шалагин Дмитрий Шишло |
|                                                                                    | Голы:         |                               |                | Судьи: Алексей Белов Сергей Кулаков Линейные судьи: Никита Шалагин Дмитрий Шишло |
| С. Галиев (Р. Манухов, Я. Косов) — 51:00 Д. Азеведо (А. Марков, А. Ландер) — 53:44 | 0:1 :1 2:1    | Р. Йюнге (Л. Виделль) — 25:44 |                | Судьи: Алексей Белов Сергей Кулаков Линейные судьи: Никита Шалагин Дмитрий Шишло |
|                                                                                    |               |                               |                | Судьи: Алексей Белов Сергей Кулаков Линейные судьи: Никита Шалагин Дмитрий Шишло |
|                                                                                    |               |                               |                | Судьи: Алексей Белов Сергей Кулаков Линейные судьи: Никита Шалагин Дмитрий Шишло |
|                                                                                    |               |                               |                | Судьи: Алексей Белов Сергей Кулаков Линейные судьи: Никита Шалагин Дмитрий Шишло |
| 4 мин                                                                              | Штраф         | 8 мин                         |                | Судьи: Алексей Белов Сергей Кулаков Линейные судьи: Никита Шалагин Дмитрий Шишло |
|                                                                                    |               |                               |                |                                                                                  |
|                                                                                    | 43            | Броски                        | 23             |                                                                                  |

| 1 апреля 2018 17:00 | Ак Барс | 4:3 0:2, 3:1, 1:0 | Трактор | Татнефть Арена, Казань Зрителей: 8890 |

| Отчёт | Отчёт                       | Отчёт | Отчёт            | Отчёт                                                                       |
| --- | --------------------------- | --- | ---------------- | --------------------------------------------------------------------------- |
| |                             | |                  |                                                                             |
| | Эмиль Гарипов               | Вратари | Василий Демченко | Судьи: Юрий Оскирко Алексей Белов Линейные судьи: Дмитрий Шишло Юрий Иванов |
| | Голы:                       | |                  | Судьи: Юрий Оскирко Алексей Белов Линейные судьи: Дмитрий Шишло Юрий Иванов |
| А. Марков (Д. Зарипов, С. Галиев) — 22:53 А. Бурмистров (В. Токранов, А. Потапов) — 24:24 Д. Азеведо (В. Ткачёв, С. Галиев) (бол.) — 30:17 Д. Зарипов (В. Токранов, Д. Азеведо) (бол.) — 45:13 | 0:1 0:2 1:2 2:2 3:2 3:3 4:3 | Р. Йюнге (Н. Бэйлен, Л. Виделль) (бол.) — 04:07 А. Рыбаков (С. Кокуёв) — 05:35 А. Кручинин (А. Шаров) — 36:44 |                  | Судьи: Юрий Оскирко Алексей Белов Линейные судьи: Дмитрий Шишло Юрий Иванов |
| |                             | |                  | Судьи: Юрий Оскирко Алексей Белов Линейные судьи: Дмитрий Шишло Юрий Иванов |
| |                             | |                  | Судьи: Юрий Оскирко Алексей Белов Линейные судьи: Дмитрий Шишло Юрий Иванов |
| |                             | |                  | Судьи: Юрий Оскирко Алексей Белов Линейные судьи: Дмитрий Шишло Юрий Иванов |
| 10 мин | Штраф                       | 69 мин |                  | Судьи: Юрий Оскирко Алексей Белов Линейные судьи: Дмитрий Шишло Юрий Иванов |
| |                             | |                  |                                                                             |
| | 45                          | Броски | 28               |                                                                             |

| 3 апреля 2018 17:00 | Трактор | 1:2 ОТ 0:0, 1:1, 0:0, 0:1 | Ак Барс | Ледовая арена «Трактор», Челябинск Зрителей: 7500 |

| Отчёт                                          | Отчёт          | Отчёт                                                                                             | Отчёт         | Отчёт                                                                                  |
| ---------------------------------------------- | -------------- | ------------------------------------------------------------------------------------------------- | ------------- | -------------------------------------------------------------------------------------- |
|                                                |                |                                                                                                   |               |                                                                                        |
|                                                | Павел Францоуз | Вратари                                                                                           | Эмиль Гарипов | Судьи: Эдуард Одиньш Виктор Гашилов Линейные судьи: Дмитрий Сивов Александр Садовников |
|                                                | Голы:          |                                                                                                   |               | Судьи: Эдуард Одиньш Виктор Гашилов Линейные судьи: Дмитрий Сивов Александр Садовников |
| И. Вишневский (Ю. Петров, А. Черников) — 39:43 | 0:1 :1 1:2     | А. Свитов (С. Галиев, Д. Зарипов) (бол.) — 25:51 В. Токранов (Р. Клинкхаммер, Д. Азеведо) — 63:35 |               | Судьи: Эдуард Одиньш Виктор Гашилов Линейные судьи: Дмитрий Сивов Александр Садовников |
|                                                |                |                                                                                                   |               | Судьи: Эдуард Одиньш Виктор Гашилов Линейные судьи: Дмитрий Сивов Александр Садовников |
|                                                |                |                                                                                                   |               | Судьи: Эдуард Одиньш Виктор Гашилов Линейные судьи: Дмитрий Сивов Александр Садовников |
|                                                |                |                                                                                                   |               | Судьи: Эдуард Одиньш Виктор Гашилов Линейные судьи: Дмитрий Сивов Александр Садовников |
| 8 мин                                          | Штраф          | 6 мин                                                                                             |               | Судьи: Эдуард Одиньш Виктор Гашилов Линейные судьи: Дмитрий Сивов Александр Садовников |
|                                                |                |                                                                                                   |               |                                                                                        |
|                                                | 16             | Броски                                                                                            | 37            |                                                                                        |

| 5 апреля 2018 17:00 | Трактор | 1:3 0:1, 1:1, 0:1 | Ак Барс | Ледовая арена «Трактор», Челябинск Зрителей: 7500 |

| Отчёт                                    | Отчёт          | Отчёт | Отчёт         | Отчёт                                                                                 |
| ---------------------------------------- | -------------- | --- | ------------- | ------------------------------------------------------------------------------------- |
|                                          |                | |               |                                                                                       |
|                                          | Павел Францоуз | Вратари | Эмиль Гарипов | Судьи: Виктор Гашилов Мартин Франё Линейные судьи: Александр Садовников Дмитрий Сивов |
|                                          | Голы:          | |               | Судьи: Виктор Гашилов Мартин Франё Линейные судьи: Александр Садовников Дмитрий Сивов |
| Р. Йюнге (А. Черников, М. Шипин) — 24:50 | 0:1 :1 1:2 1:3 | М. Глухов (А. Глинкин, А. Свитов) — 14:08 А. Ландер (Д. Азеведо) — 32:01 А. Ландер (Д. Азеведо, А. Лукоянов) (п.в.) — 59:59 |               | Судьи: Виктор Гашилов Мартин Франё Линейные судьи: Александр Садовников Дмитрий Сивов |
|                                          |                | |               | Судьи: Виктор Гашилов Мартин Франё Линейные судьи: Александр Садовников Дмитрий Сивов |
|                                          |                | |               | Судьи: Виктор Гашилов Мартин Франё Линейные судьи: Александр Садовников Дмитрий Сивов |
|                                          |                | |               | Судьи: Виктор Гашилов Мартин Франё Линейные судьи: Александр Садовников Дмитрий Сивов |
| 4 мин                                    | Штраф          | 6 мин |               | Судьи: Виктор Гашилов Мартин Франё Линейные судьи: Александр Садовников Дмитрий Сивов |
|                                          |                | |               |                                                                                       |
|                                          | 18             | Броски | 36            |                                                                                       |

### Западная конференция

#### (1) СКА — (2) ЦСКА
| 29 марта 2018 19:30 | СКА | 4:5 ОТ 1:0, 2:3, 1:1 | ЦСКА | Ледовый дворец, Санкт-Петербург Зрителей: 12 351 |

| Отчёт | Отчёт                            | Отчёт | Отчёт        | Отчёт                                                                             |
| --- | -------------------------------- | --- | ------------ | --------------------------------------------------------------------------------- |
| |                                  | |              |                                                                                   |
| | Микко Коскинен                   | Вратари | Илья Сорокин | Судьи: Денис Наумов Алексей Раводин Линейные судьи: Сергей Шелянин Торнике Кучава |
| | Голы:                            | |              | Судьи: Денис Наумов Алексей Раводин Линейные судьи: Сергей Шелянин Торнике Кучава |
| П. Дацюк (А. Зуб, Н. Гусев) — 6:36 Н. Прохоркин (Е. Рыков, А. Барабанов) — 25:13 Н. Гусев (П. Дацюк, В. Войнов) (бол.) — 32:06 С. Плотников (Д. Хафизуллин, А. Зуб) — 50:41 | 1:0 1:1 1:2 :2 2:3 :3 3:4 :4 4:5 | М. Григоренко (А. Попов, К. Капризов) — 20:59 А. Кузьменко (К. Петров, Н. Нестеров) — 25:01 А. Попов (М. Григоренко, К. Капризов) — 28:39 А. Кузьменко (А. Светлаков) — 49:20 А. Кузьменко (Б. Киселевич) — 66:35 |              | Судьи: Денис Наумов Алексей Раводин Линейные судьи: Сергей Шелянин Торнике Кучава |
| |                                  | |              | Судьи: Денис Наумов Алексей Раводин Линейные судьи: Сергей Шелянин Торнике Кучава |
| |                                  | |              | Судьи: Денис Наумов Алексей Раводин Линейные судьи: Сергей Шелянин Торнике Кучава |
| |                                  | |              | Судьи: Денис Наумов Алексей Раводин Линейные судьи: Сергей Шелянин Торнике Кучава |
| 6 мин | Штраф                            | 4 мин |              | Судьи: Денис Наумов Алексей Раводин Линейные судьи: Сергей Шелянин Торнике Кучава |
| |                                  | |              |                                                                                   |
| | 29                               | Броски | 39           |                                                                                   |

| 31 марта 2018 17:00 | СКА | 2:0 0:0, 2:0, 0:0 | ЦСКА | Ледовый дворец, Санкт-Петербург Зрителей: 12 415 |

| Отчёт                                                                         | Отчёт          | Отчёт   | Отчёт        | Отчёт                                                                                      |
| ----------------------------------------------------------------------------- | -------------- | ------- | ------------ | ------------------------------------------------------------------------------------------ |
|                                                                               |                |         |              |                                                                                            |
|                                                                               | Микко Коскинен | Вратари | Илья Сорокин | Судьи: Антонин Ержабек Алексей Раводин Линейные судьи: Александр Захаренков Торнике Кучава |
|                                                                               | Голы:          |         |              | Судьи: Антонин Ержабек Алексей Раводин Линейные судьи: Александр Захаренков Торнике Кучава |
| Н. Гусев (В. Шипачёв) — 20:40 Я. Коскиранта (С. Калинин, И. Каблуков) — 30:09 | 1:0 2:0        |         |              | Судьи: Антонин Ержабек Алексей Раводин Линейные судьи: Александр Захаренков Торнике Кучава |
|                                                                               |                |         |              | Судьи: Антонин Ержабек Алексей Раводин Линейные судьи: Александр Захаренков Торнике Кучава |
|                                                                               |                |         |              | Судьи: Антонин Ержабек Алексей Раводин Линейные судьи: Александр Захаренков Торнике Кучава |
|                                                                               |                |         |              | Судьи: Антонин Ержабек Алексей Раводин Линейные судьи: Александр Захаренков Торнике Кучава |
| 12 мин                                                                        | Штраф          | 14 мин  |              | Судьи: Антонин Ержабек Алексей Раводин Линейные судьи: Александр Захаренков Торнике Кучава |
|                                                                               |                |         |              |                                                                                            |
|                                                                               | 25             | Броски  | 25           |                                                                                            |

| 2 апреля 2018 19:30 | ЦСКА | 2:5 1:2, 1:2, 0:1 | СКА | ЛСК ЦСКА им. В. Боброва, Москва Зрителей: 5407 |

| Отчёт                                                                            | Отчёт                      | Отчёт | Отчёт          | Отчёт                                                                          |
| -------------------------------------------------------------------------------- | -------------------------- | --- | -------------- | ------------------------------------------------------------------------------ |
|                                                                                  |                            | |                |                                                                                |
|                                                                                  | Илья Сорокин Ларс Юханссон | Вратари | Микко Коскинен | Судьи: Роман Гофман Максим Сидоренко Линейные судьи: Глеб Лазарев Евгений Юдин |
|                                                                                  | Голы:                      | |                | Судьи: Роман Гофман Максим Сидоренко Линейные судьи: Глеб Лазарев Евгений Юдин |
| К. Петров (С. Андронов, В. Ничушкин) — 17:58 М. Григоренко (К. Капризов) — 32:28 | 0:1 :1 1:2 1:3 1:4 2:4 2:5 | П. Торесен (В. Гавриков, В. Шипачёв) — 16:04 Я. Коскиранта (С. Широков, А. Барабанов) — 19:06 П. Херсли — 21:16 Н. Гусев (С. Плотников) — 23:37 А. Барабанов (п.в.) — 57:44 |                | Судьи: Роман Гофман Максим Сидоренко Линейные судьи: Глеб Лазарев Евгений Юдин |
|                                                                                  |                            | |                | Судьи: Роман Гофман Максим Сидоренко Линейные судьи: Глеб Лазарев Евгений Юдин |
|                                                                                  |                            | |                | Судьи: Роман Гофман Максим Сидоренко Линейные судьи: Глеб Лазарев Евгений Юдин |
|                                                                                  |                            | |                | Судьи: Роман Гофман Максим Сидоренко Линейные судьи: Глеб Лазарев Евгений Юдин |
| 24 мин                                                                           | Штраф                      | 8 мин |                | Судьи: Роман Гофман Максим Сидоренко Линейные судьи: Глеб Лазарев Евгений Юдин |
|                                                                                  |                            | |                |                                                                                |
|                                                                                  | 29                         | Броски | 34             |                                                                                |

| 4 апреля 2018 19:30 | ЦСКА | 2:1 0:0, 0:1, 2:0 | СКА | ЛСК ЦСКА им. В. Боброва, Москва Зрителей: 5600 |

| Отчёт                                                                           | Отчёт        | Отчёт                                            | Отчёт          | Отчёт                                                                                |
| ------------------------------------------------------------------------------- | ------------ | ------------------------------------------------ | -------------- | ------------------------------------------------------------------------------------ |
|                                                                                 |              |                                                  |                |                                                                                      |
|                                                                                 | Илья Сорокин | Вратари                                          | Микко Коскинен | Судьи: Роман Гофман Константин Оленин Линейные судьи: Александр Отмахов Евгений Юдин |
|                                                                                 | Голы:        |                                                  |                | Судьи: Роман Гофман Константин Оленин Линейные судьи: Александр Отмахов Евгений Юдин |
| М. Робинсон (М. Григоренко, А. Попов) — 40:37 В. Ничушкин (С. Андронов) — 42:54 | 0:1 :1 2:1   | В. Войнов (П. Херсли, В. Шипачёв) (бол.) — 33:30 |                | Судьи: Роман Гофман Константин Оленин Линейные судьи: Александр Отмахов Евгений Юдин |
|                                                                                 |              |                                                  |                | Судьи: Роман Гофман Константин Оленин Линейные судьи: Александр Отмахов Евгений Юдин |
|                                                                                 |              |                                                  |                | Судьи: Роман Гофман Константин Оленин Линейные судьи: Александр Отмахов Евгений Юдин |
|                                                                                 |              |                                                  |                | Судьи: Роман Гофман Константин Оленин Линейные судьи: Александр Отмахов Евгений Юдин |
| 12 мин                                                                          | Штраф        | 14 мин                                           |                | Судьи: Роман Гофман Константин Оленин Линейные судьи: Александр Отмахов Евгений Юдин |
|                                                                                 |              |                                                  |                |                                                                                      |
|                                                                                 | 27           | Броски                                           | 20             |                                                                                      |

| 6 апреля 2018 19:30 | СКА | 0:1 0:0, 0:0, 0:1 | ЦСКА | Ледовый дворец, Санкт-Петербург Зрителей: 12 362 |

| Отчёт | Отчёт          | Отчёт                             | Отчёт         | Отчёт                                                                            |
| ----- | -------------- | --------------------------------- | ------------- | -------------------------------------------------------------------------------- |
|       |                |                                   |               |                                                                                  |
|       | Микко Коскинен | Вратари                           | Ларс Юханссон | Судьи: Антонин Ержабек Денис Наумов Линейные судьи: Никита Шалагин Дмитрий Шишло |
|       | Голы:          |                                   |               | Судьи: Антонин Ержабек Денис Наумов Линейные судьи: Никита Шалагин Дмитрий Шишло |
|       | 0:1            | К. Капризов (Н. Нестеров) — 53:54 |               | Судьи: Антонин Ержабек Денис Наумов Линейные судьи: Никита Шалагин Дмитрий Шишло |
|       |                |                                   |               | Судьи: Антонин Ержабек Денис Наумов Линейные судьи: Никита Шалагин Дмитрий Шишло |
|       |                |                                   |               | Судьи: Антонин Ержабек Денис Наумов Линейные судьи: Никита Шалагин Дмитрий Шишло |
|       |                |                                   |               | Судьи: Антонин Ержабек Денис Наумов Линейные судьи: Никита Шалагин Дмитрий Шишло |
| 8 мин | Штраф          | 10 мин                            |               | Судьи: Антонин Ержабек Денис Наумов Линейные судьи: Никита Шалагин Дмитрий Шишло |
|       |                |                                   |               |                                                                                  |
|       | 29             | Броски                            | 20            |                                                                                  |

| 8 апреля 2018 17:00 | ЦСКА | 3:2 ОТ 0:2, 1:0, 1:0, 1:0 | СКА | ЛСК ЦСКА им. В. Боброва, Москва Зрителей: 5216 |

| Отчёт | Отчёт                      | Отчёт                                                          | Отчёт          | Отчёт                                                                                        |
| --- | -------------------------- | -------------------------------------------------------------- | -------------- | -------------------------------------------------------------------------------------------- |
| |                            |                                                                |                |                                                                                              |
| | Илья Сорокин Ларс Юханссон | Вратари                                                        | Микко Коскинен | Судьи: Алексей Раводин Константин Оленин Линейные судьи: Александр Захаренков Сергей Шелянин |
| | Голы:                      |                                                                |                | Судьи: Алексей Раводин Константин Оленин Линейные судьи: Александр Захаренков Сергей Шелянин |
| Н. Нестеров (С. Шумаков, М. Шалунов) — 35:19 М. Григоренко (А. Попов) — 56:23 М. Григоренко (А. Попов, К. Петров) — 69:35 | 0:1 0:2 1:2 2:2 3:2        | Н. Гусев — 01:33 И. Ковальчук (П. Херсли, В. Гавриков) — 04:09 |                | Судьи: Алексей Раводин Константин Оленин Линейные судьи: Александр Захаренков Сергей Шелянин |
| |                            |                                                                |                | Судьи: Алексей Раводин Константин Оленин Линейные судьи: Александр Захаренков Сергей Шелянин |
| |                            |                                                                |                | Судьи: Алексей Раводин Константин Оленин Линейные судьи: Александр Захаренков Сергей Шелянин |
| |                            |                                                                |                | Судьи: Алексей Раводин Константин Оленин Линейные судьи: Александр Захаренков Сергей Шелянин |
| 14 мин | Штраф                      | 10 мин                                                         |                | Судьи: Алексей Раводин Константин Оленин Линейные судьи: Александр Захаренков Сергей Шелянин |
| |                            |                                                                |                |                                                                                              |
| | 32                         | Броски                                                         | 35             |                                                                                              |

## Финал Кубка Гагарина
В Финале Кубка Гагарина встречались 2 команды, победившие в сериях своих конференций

#### (1) Ак Барс  — (2) ЦСКА
| 14 апреля 2018 17:00 | Ак Барс | 2:1 1:0, 0:1, 1:0 | ЦСКА | Татнефть Арена, Казань Зрителей: 8890 |

| Отчёт                                                                              | Отчёт         | Отчёт                                     | Отчёт         | Отчёт                                                                          |
| ---------------------------------------------------------------------------------- | ------------- | ----------------------------------------- | ------------- | ------------------------------------------------------------------------------ |
|                                                                                    |               |                                           |               |                                                                                |
|                                                                                    | Эмиль Гарипов | Вратари                                   | Ларс Юханссон | Судьи: Мартин Франё Эдуард Одиньш Линейные судьи: Дмитрий Шишло Никита Шалагин |
|                                                                                    | Голы:         |                                           |               | Судьи: Мартин Франё Эдуард Одиньш Линейные судьи: Дмитрий Шишло Никита Шалагин |
| С. Галиев (Н. Лямкин, В. Ткачёв) — 08:49 С. Галиев (В. Ткачёв, Д. Зарипов) — 48:15 | 1:0 1:1 2:1   | В. Ничушкин (А. Попов, К. Петров) — 33:59 |               | Судьи: Мартин Франё Эдуард Одиньш Линейные судьи: Дмитрий Шишло Никита Шалагин |
|                                                                                    |               |                                           |               | Судьи: Мартин Франё Эдуард Одиньш Линейные судьи: Дмитрий Шишло Никита Шалагин |
|                                                                                    |               |                                           |               | Судьи: Мартин Франё Эдуард Одиньш Линейные судьи: Дмитрий Шишло Никита Шалагин |
|                                                                                    |               |                                           |               | Судьи: Мартин Франё Эдуард Одиньш Линейные судьи: Дмитрий Шишло Никита Шалагин |
| 0 мин                                                                              | Штраф         | 8 мин                                     |               | Судьи: Мартин Франё Эдуард Одиньш Линейные судьи: Дмитрий Шишло Никита Шалагин |
|                                                                                    |               |                                           |               |                                                                                |
|                                                                                    | 20            | Броски                                    | 23            |                                                                                |

| 16 апреля 2018 19:00 | Ак Барс | 2:1 1:1, 1:0, 0:0 | ЦСКА | Татнефть Арена, Казань Зрителей: 8890 |

| Отчёт                                                                                 | Отчёт         | Отчёт                                            | Отчёт        | Отчёт                                                                                |
| ------------------------------------------------------------------------------------- | ------------- | ------------------------------------------------ | ------------ | ------------------------------------------------------------------------------------ |
|                                                                                       |               |                                                  |              |                                                                                      |
|                                                                                       | Эмиль Гарипов | Вратари                                          | Илья Сорокин | Судьи: Сергей Кулаков Алексей Белов Линейные судьи: Александр Садовников Юрий Иванов |
|                                                                                       | Голы:         |                                                  |              | Судьи: Сергей Кулаков Алексей Белов Линейные судьи: Александр Садовников Юрий Иванов |
| Д. Азеведо (Д. Зарипов) (бол.) — 10:08 Р. Клинкхаммер (А. Охтамаа, М. Глухов) — 36:09 | 1:0 1:1 2:1   | Б. Киселевич (Г. Скотт, А. Попов) (бол.) — 19:16 |              | Судьи: Сергей Кулаков Алексей Белов Линейные судьи: Александр Садовников Юрий Иванов |
|                                                                                       |               |                                                  |              | Судьи: Сергей Кулаков Алексей Белов Линейные судьи: Александр Садовников Юрий Иванов |
|                                                                                       |               |                                                  |              | Судьи: Сергей Кулаков Алексей Белов Линейные судьи: Александр Садовников Юрий Иванов |
|                                                                                       |               |                                                  |              | Судьи: Сергей Кулаков Алексей Белов Линейные судьи: Александр Садовников Юрий Иванов |
| 8 мин                                                                                 | Штраф         | 12 мин                                           |              | Судьи: Сергей Кулаков Алексей Белов Линейные судьи: Александр Садовников Юрий Иванов |
|                                                                                       |               |                                                  |              |                                                                                      |
|                                                                                       | 23            | Броски                                           | 26           |                                                                                      |

| 18 апреля 2018 19:30 | ЦСКА | 3:2 ОТ 1:2, 1:0, 0:0, 1:0 | Ак Барс | ЛСК ЦСКА им. В. Боброва, Москва Зрителей: 5600 |

| Отчёт | Отчёт              | Отчёт                                                                         | Отчёт         | Отчёт                                                                                    |
| --- | ------------------ | ----------------------------------------------------------------------------- | ------------- | ---------------------------------------------------------------------------------------- |
| |                    |                                                                               |               |                                                                                          |
| | Илья Сорокин       | Вратари                                                                       | Эмиль Гарипов | Судьи: Антонин Ержабек Константин Оленин Линейные судьи: Александр Отмахов Дмитрий Сивов |
| | Голы:              |                                                                               |               | Судьи: Антонин Ержабек Константин Оленин Линейные судьи: Александр Отмахов Дмитрий Сивов |
| К. Петров (М. Григоренко, А. Попов) — 14:03 Г. Скотт (В. Жарков, А. Марченко) — 38:21 К. Петров (А. Попов) — 72:25 | 1:0 1:1 1:2 :2 3:2 | А. Ландер (Р. Манухов, И. Секач) — 16:37 С. Галиев (В. Ткачёв) (бол.) — 18:12 |               | Судьи: Антонин Ержабек Константин Оленин Линейные судьи: Александр Отмахов Дмитрий Сивов |
| |                    |                                                                               |               | Судьи: Антонин Ержабек Константин Оленин Линейные судьи: Александр Отмахов Дмитрий Сивов |
| |                    |                                                                               |               | Судьи: Антонин Ержабек Константин Оленин Линейные судьи: Александр Отмахов Дмитрий Сивов |
| |                    |                                                                               |               | Судьи: Антонин Ержабек Константин Оленин Линейные судьи: Александр Отмахов Дмитрий Сивов |
| 4 мин | Штраф              | 8 мин                                                                         |               | Судьи: Антонин Ержабек Константин Оленин Линейные судьи: Александр Отмахов Дмитрий Сивов |
| |                    |                                                                               |               |                                                                                          |
| | 38                 | Броски                                                                        | 19            |                                                                                          |

| 20 апреля 2018 19:30 | ЦСКА | 1:3 0:1, 1:1, 0:1 | Ак Барс | ЛСК ЦСКА им. В. Боброва, Москва Зрителей: 5600 |

| Отчёт                                           | Отчёт           | Отчёт                                                                                                | Отчёт         | Отчёт                                                                            |
| ----------------------------------------------- | --------------- | --- | ------------- | -------------------------------------------------------------------------------- |
|                                                 |                 | |               |                                                                                  |
|                                                 | Илья Сорокин    | Вратари                                                                                              | Эмиль Гарипов | Судьи: Виктор Гашилов Роман Гофман Линейные судьи: Торнике Кучава Сергей Шелянин |
|                                                 | Голы:           | |               | Судьи: Виктор Гашилов Роман Гофман Линейные судьи: Торнике Кучава Сергей Шелянин |
| А. Светлаков (И. Телегин, А. Кузьменко) — 27:42 | 0:1 0:2 1:2 1:3 | Д. Азеведо (А. Охтамаа, А. Лукоянов) — 19:06 А. Ландер (Д. Азеведо) — 27:27 А. Ландер (п.в.) — 59:14 |               | Судьи: Виктор Гашилов Роман Гофман Линейные судьи: Торнике Кучава Сергей Шелянин |
|                                                 |                 | |               | Судьи: Виктор Гашилов Роман Гофман Линейные судьи: Торнике Кучава Сергей Шелянин |
|                                                 |                 | |               | Судьи: Виктор Гашилов Роман Гофман Линейные судьи: Торнике Кучава Сергей Шелянин |
|                                                 |                 | |               | Судьи: Виктор Гашилов Роман Гофман Линейные судьи: Торнике Кучава Сергей Шелянин |
| 6 мин                                           | Штраф           | 10 мин                                                                                               |               | Судьи: Виктор Гашилов Роман Гофман Линейные судьи: Торнике Кучава Сергей Шелянин |
|                                                 |                 | |               |                                                                                  |
|                                                 | 41              | Броски                                                                                               | 24            |                                                                                  |

| 22 апреля 2018 17:00 | Ак Барс | 1:0 0:0, 0:0, 1:0 | ЦСКА | Татнефть Арена, Казань Зрителей: 8890 |

| Отчёт                                           | Отчёт         | Отчёт   | Отчёт         | Отчёт                                                                                   |
| ----------------------------------------------- | ------------- | ------- | ------------- | --------------------------------------------------------------------------------------- |
|                                                 |               |         |               |                                                                                         |
|                                                 | Эмиль Гарипов | Вратари | Ларс Юханссон | Судьи: Алексей Раводин Эдуард Одиньш Линейные судьи: Александр Садовников Дмитрий Сивов |
|                                                 | Голы:         |         |               | Судьи: Алексей Раводин Эдуард Одиньш Линейные судьи: Александр Садовников Дмитрий Сивов |
| Р. Клинкхаммер (В. Токранов, А. Ландер) — 41:06 | 1:0           |         |               | Судьи: Алексей Раводин Эдуард Одиньш Линейные судьи: Александр Садовников Дмитрий Сивов |
|                                                 |               |         |               | Судьи: Алексей Раводин Эдуард Одиньш Линейные судьи: Александр Садовников Дмитрий Сивов |
|                                                 |               |         |               | Судьи: Алексей Раводин Эдуард Одиньш Линейные судьи: Александр Садовников Дмитрий Сивов |
|                                                 |               |         |               | Судьи: Алексей Раводин Эдуард Одиньш Линейные судьи: Александр Садовников Дмитрий Сивов |
| 6 мин                                           | Штраф         | 24 мин  |               | Судьи: Алексей Раводин Эдуард Одиньш Линейные судьи: Александр Садовников Дмитрий Сивов |
|                                                 |               |         |               |                                                                                         |
|                                                 | 16            | Броски  | 33            |                                                                                         |

## Статистика игроков

### Полевые игроки
В этой таблице указаны лучшие бомбардиры, отсортированные по количеству набранных очков, затем по количеству забитых голов.
| №  | Игрок             | Клуб          | Амплуа  | И  | Г  | П  | О  | +/– | Штр |
| -- | ----------------- | ------------- | ------- | -- | -- | -- | -- | --- | --- |
| 1  | Джастин Азеведо   | Ак Барс       | ЦН      | 19 | 9  | 15 | 24 | 7   | 6   |
| 2  | Линус Умарк       | Салават Юлаев | КН      | 14 | 4  | 13 | 17 | 7   | 33  |
| 3  | Рикард Йюнге      | Трактор       | ЦН      | 16 | 8  | 8  | 16 | 7   | 6   |
| 4  | Станислав Галиев  | Ак Барс       | ПН      | 19 | 10 | 5  | 15 | 10  | 8   |
| 5  | Михаил Григоренко | ЦСКА          | ЦН      | 21 | 9  | 4  | 13 | 7   | 28  |
| 6  | Антон Ландер      | Ак Барс       | ЦН      | 19 | 8  | 5  | 13 | 7   | 4   |
| 7  | Алексей Кручинин  | Трактор       | ЦН      | 16 | 5  | 8  | 13 | 4   | 2   |
| 8  | Иржи Секач        | Ак Барс       | ЦН и ЛН | 15 | 4  | 9  | 13 | 3   | 2   |
| 9  | Александр Попов   | ЦСКА          | ЦН      | 21 | 2  | 11 | 13 | 5   | 0   |
| 10 | Никита Гусев      | СКА           | Н       | 15 | 7  | 5  | 12 | 5   | 2   |

### Вратари
В этой таблице указаны лучшие вратари, Плей-офф Кубка Гагарина 2018, отсортированные по среднему количеству пропущенных шайб (коэффициент надёжности).
| № | Игрок        | Клуб    | И  | В  | П | ОБ  | ПШ | КН   | %ОБ  | И"0" | ВП      |
| - | ------------ | ------- | -- | -- | - | --- | -- | ---- | ---- | ---- | ------- |
| 1 | Ка́рри Ря́мё   | Йокерит | 6  | 4  | 2 | 207 | 10 | 1.31 | 95.4 | 0    | 457:02  |
| 2 | Илья Сорокин | ЦСКА    | 18 | 10 | 6 | 358 | 27 | 1.52 | 93.0 | 5    | 1062:29 |

### Комментарии
1. ↑  Матч продолжался 5 овертаймов и зацепил два дня